# Maglić
Maglić (în sârbă Маглић, pronunție: Maglici) este un munte din Alpii Dinarici, situat în sud-estul Bosniei și Herțegovinei și nord-vestul Muntenegrului, pe linia de frontieră dintre cele două țări.
Cel mai înalt vârf (în sârbocroată Veliki Maglić, „Marele Maglić” sau în sârbă црногорски Маглић, Crnogorski Maglić, „Maglić muntenegrean”) are o înălțime de 2.388 m și este situat în Muntenegru. Al doilea vârf, geamănul primului (în sârbocroată Mali Maglić, „Micul Maglić” sau în sârbă босански Маглић, cu alfabet latin: Bosanski Maglić, „Maglić bosniac”), are o înălțime de 2.386 m și este situat în Bosnia și Herțegovina, reprezentând punctul de maximă altitudine din această țară.
Cele mai apropiate localități sunt orașul Foča, în Republica Srpska din Bosnia și Herțegovina și satul Mratinje în Muntenegru.

## Toponimie
Numele muntelui Maglić provine din sârbocroată  și înseamnă „ceață”, „nebuloasă”, probabil deoarece vârfurile sale sunt adesea acoperite de ceață sau nori care „învăluie” muntele la altitudini mari, o caracteristică a acestui munte fiind că ceața poate surveni pe neașteptate, condițiile meteo schimbându-se într-un timp foarte scurt.

## Geografie
Muntele este delimitat de râul Sutjeska la vest, muntele Volujak la sud-sud-vest, râurile Drina la nord-nord-est și Piva la est, muntele Bioč la sud-est și de platoul Vučevo (1.862 m) spre nord. Masivul este acoperit de păduri de conifere și foioase, la poalele sale se află pădurea virgină Perućica, iar dincolo de limita superioară a pădurii, respectiv la altitudini de peste 1.600 de metri, se găsesc pajiști și stânci. Muntele este bogat în ape de suprafață și numeroase izvoare, în special la poale. Izvorul râului Sutjeska se află în sudul muntelui Maglić, apele sale săpând un defileu de 1.200 metri adâncime, pe cursul superior. Unul dintre cele mai cunoscute izvoare este Carev Do, situat spre sud, un izvor destul de mic, dar care nu seacă niciodată.
Muntele Maglić are două vârfuri, Mali Maglić sau Bosanski Maglić („Micul Maglić” sau „Maglić bosniac”, 2.386 m) pe partea Bosniei și Herțegovinei, în Republica Srpska și Veliki Maglić sau Crnogorski Maglić („Marele Maglić” sau „Maglić muntenegrean”, 2.388 m) pe partea muntenegreană. Pe partea muntenegreană s-a format lacul Trnovačko (în sârbocroată Trnovačko jezero), considerat „unul dintre cele mai frumoase din Muntenegru”. Acest lac este un lac glaciar situat la o altitudine de 1.517 m, cu o lungime de 700 de metri și o lățime de 400 de metri. Lacul este alimentat din lanțurile muntoase Maglić, Volujak și Bioč. Apa lacului este deosebit de limpede, de o culoare verde-albăstrui.

### Geologie
Muntele Maglić este constituit din roci permiene, calcare mezozoice, diabaze și melafire, iar urmele glaciare sunt de asemenea vizibile. Formațiunile carstice din regiunea podișurilor calcaroase, incluzând peșteri, doline și ape subterane, reprezintă cadrul geologic general din zonele de sud și sud-vest.
Cu excepția versantului nord-vestic, care este împădurit, versanții sunt stâncoși, foarte abrupți și lipsiți de vegetație.

## Parcul Național Sutjeska
Înființat la 13 ianuarie 1962, Parcul Național Sutjeska (în sârbocroată Национални парк Сутјеска, transliterat: Nacionalni park Sutjeska) este cel mai vechi parc național din Bosnia și Herțegovina. Parcul Național include cel mai înalt vârf al țării, Maglić (2.386 m), situat pe granița cu Muntenegru. Cuprinde partea bosniacă a muntelui Maglić, platoul Vučevo, munții Volujak, Bioč, Zelengora, Lelija, pădurea Perućica, nouă lacuri de munte și până la 17 râuri și pâraie. Pe partea muntenegreană a masivului Maglić s-a format lacul Trnovačko (Trnovačko Jezero). 
Rezervația naturală strictă Pădurea virgină „Perućica” (Strict Nature Reserve - Primeval forest “Perućica”, 1.434 ha), aria protejată care adăpostește una dintre ultimele două păduri virgine din Europa, face parte din parcul național. La 23 mai 2017, Rezervația naturală strictă Pădurea virgină „Perućica” a fost înscrisă în lista siturilor Patrimoniului Mondial UNESCO.
Parcul Național Sutjeska face parte din Coroana Verde a Europei, iar în interiorul său, cea mai prețioasă zonă, încă neexplorată pe deplin, cea mai mare rezervație naturală de acest fel din Europa, adevărată provocare pentru toți botaniștii dar, în același timp, inaccesibilă comunității de zeci de ani, este Rezervația Naturală strictă „Perućica”. Pădurea Perućica este una dintre ultimele două păduri virgine rămase în Europa, alături de Pădurea Białowieża, un sit al Patrimoniului Mondial UNESCO, care se întinde peste granița dintre Polonia și Bielorusia. Ambele păduri virgine, Perućica și Białowieża, reprezintă ultimele și cele mai mari părți rămase din imensa pădure primitivă care se întindea cândva peste Câmpia Europeană. 
Diversitatea florei și faunei este unul dintre motivele care au stat la baza înființării Parcului Național Sutjeska, acesta găzduind peste 2.600 de specii de plante vasculare cu un procent ridicat de endemism. Această zonă de dimensiuni relativ reduse din Alpii Dinarici ascunde peste 330 de specii de plante endemice, rare și pe cale de dispariție, fructe de pădure, plante sălbatice și medicinale, ciuperci, plante acvatice și plante lemnoase. În defileele râurilor de munte există așa-numitele „refugii de habitate” (habitat refugia), iar într-unul dintre acestea se găsesc exemplare unice de molid sârbesc (Picea omorika), o relicvă a erei terțiare, considerat a fi o fosilă vie.

### Floră
În cadrul rezervației naturale stricte, pe lângă pădurile de fag, brad și molid, sunt protejate și părți de păduri de fag subalpine, pur sau în combinație cu paltin de munte, molid, pin de munte (Pinus mugo) și vegetație ierboasă de munte. Sunt înregistrate peste 170 de specii de arbori și arbuști, dar și peste 1.000 de specii de plante erbacee. Zona are o importanță excepțională de conservare datorită dimensiunii pădurilor vechi, care includ zone extinse neperturbate, în care procesele naturale sunt în desfășurare.
Pădurea are mulți copaci care au peste 300 de ani, iar vârsta pădurii primitive este de 20.000 de ani (de dinainte de ultima epocă glaciară). Datorită poziției sale sudice în Europa (regiunea sub-mediteraneană-mediteraneană), în timpul erei glaciare, Perućica a fost o zonă de refugiu foarte importantă, permițând păstrarea în această zonă a multor specii termofile din nordul european și din regiunea centrală. Epoca de gheață a afectat Perućica, așa că zonele sale înalte au fost acoperite de gheață, după cum dovedesc rămășițele perioadei glaciare: circuri și văi glaciare, diferite tipuri de morene, roci erodate glaciar etc.. Ținuturile joase din Perućica au rămas cel puțin parțial neacoperite de ghețari, ceea ce a facilitat dezvoltarea florei și a vegetației de refugiu, precum carpenul negru (Ostrya carpinifolia) și comunitatea sa.
În unele porțiuni, pădurea este aproape impenetrabilă. Pot fi întâlniți arbori de peste 50 de metri înălțime și cu cel mai mare volum al arboretelor, de peste 1.000 de metri cubi la hectar. Cel mai înalt molid măsurat (63 m) se află în această pădure. Perućica este considerată locație de interes științific special. În Perućica, precum și în alte părți ale parcului național, se găsește o adevărată bogăție și diversitate de plante și o serie de specii endemice și rare.
Vegetația din Perucica variază în funcție de altitudine, poziția pantei și tipul de sol. În părțile inferioare, la altitudini sub 1.000 de metri, terenul este foarte abrupt, iar pădurea este dominată de mai multe specii de foioase, precum stejarul pufos (Quercus pubescens) și alte specii de stejar, tei argintiu (Tilia tomentosa) și tei (Tilia platyphyllos), carpen negru (Ostrya carpinifolia), carpen oriental (Carpinus orientalis). Cea mai mare parte a rezervației între 1.000 și 1.600 m altitudine cuprinde păduri vechi de fag-brad în care predomină fagul (Fagus sylvatica) și bradul argintiu (Abies alba) și mai puțin frecvent molid (Picea abies), paltin de munte (Acer pseudoplatanus), ulm (Ulmus glabra) și frasin (Fraxinus excelsior), în timp ce în zona vestică, mai aproape de râul Perucica și mai ales în apropierea confluenței râurilor Perucica și Prijevorski (1.000-1.100 m altitudine), au fost găsiți și măsurați unii dintre cei mai înalți arbori din ambele specii, până la 57,4 m pentru molid (Picea abies) și 54,0 m pentru bradul argintiu (Abies alba), precum și cei mai înalți fagi și paltini de munte.

Pădurea virgină Perućica din Parcul Național Sutjeska
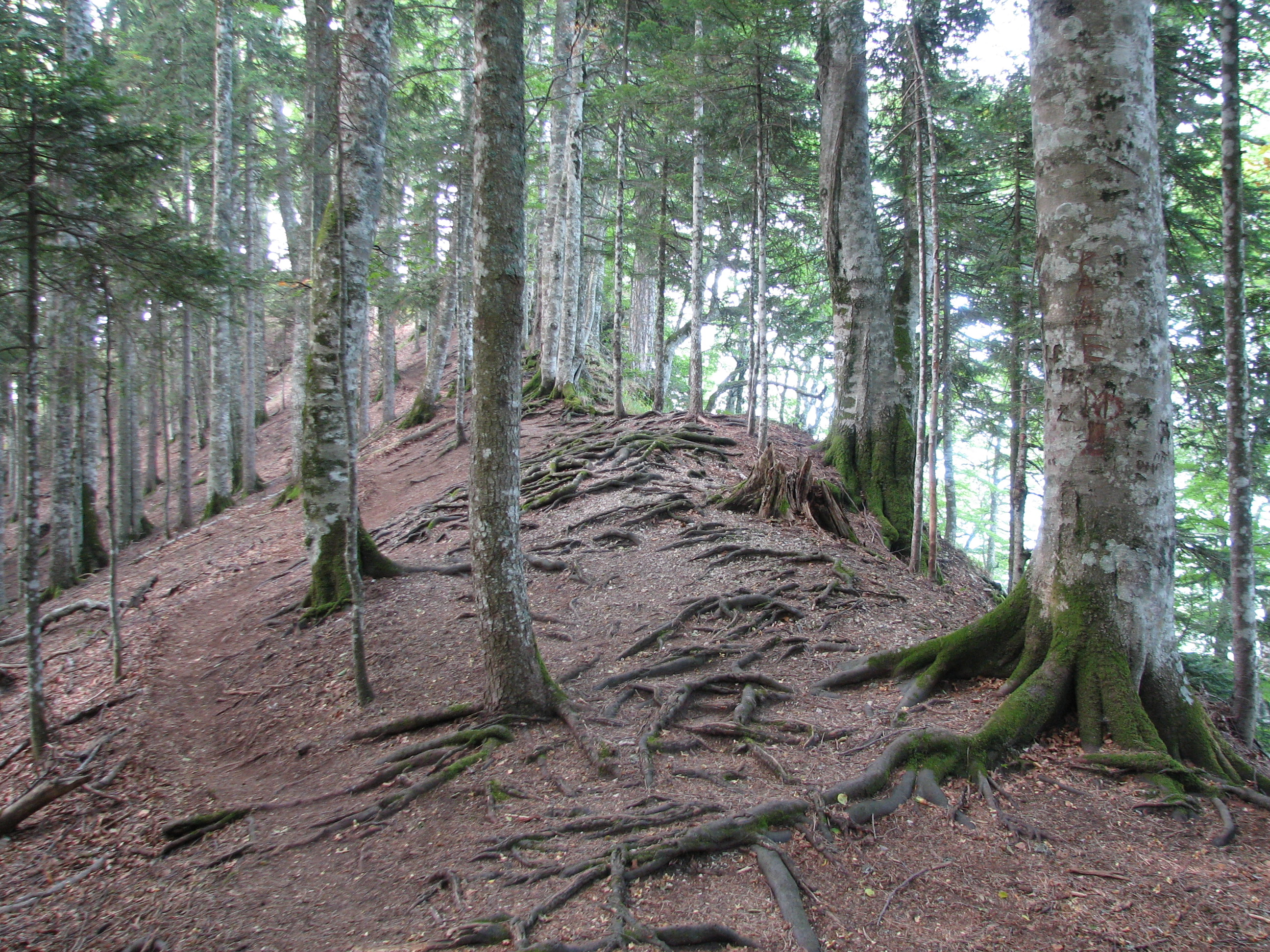
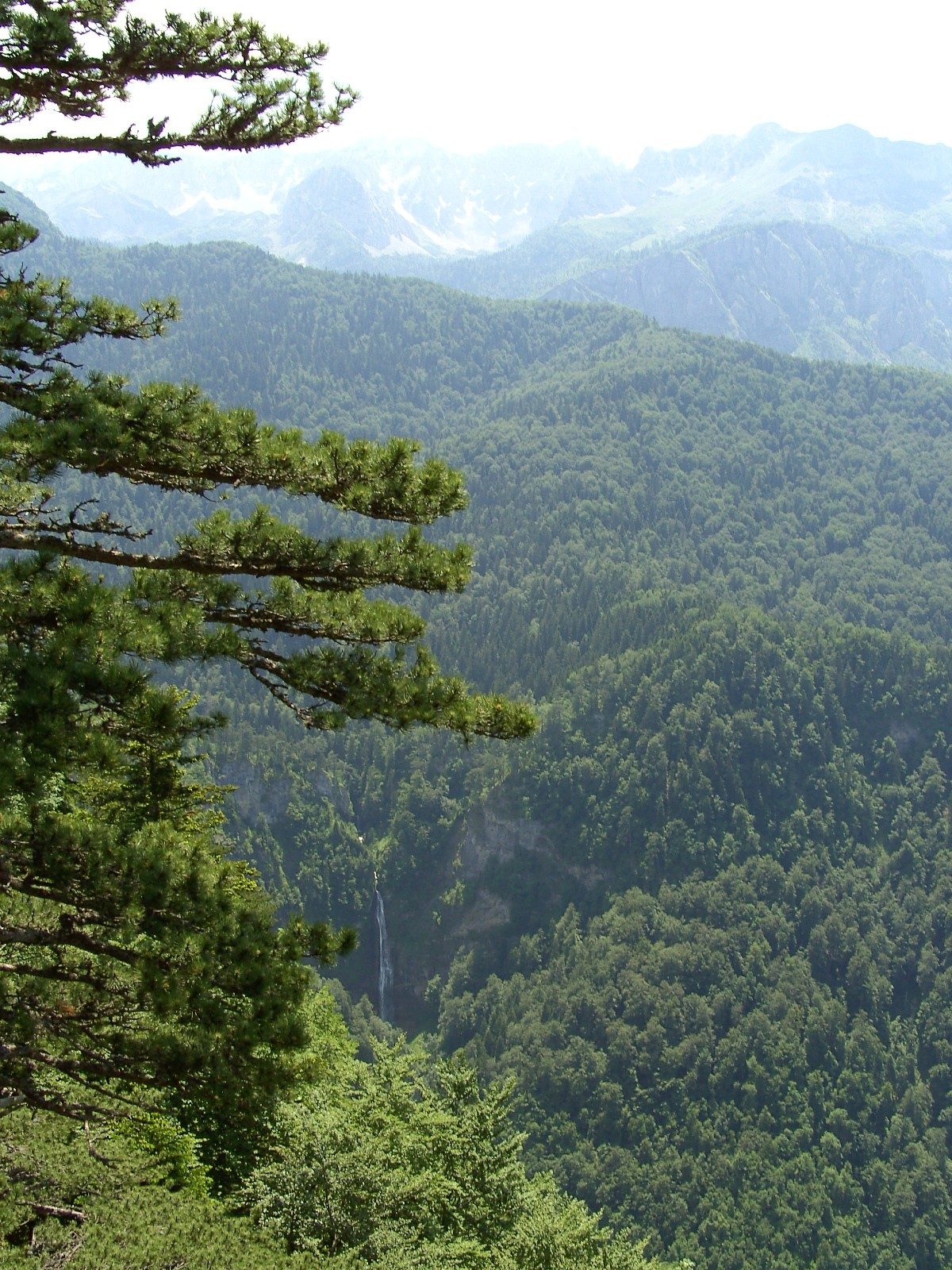
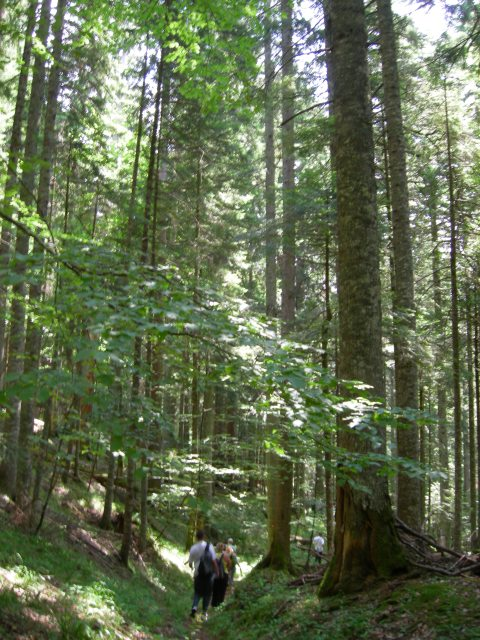
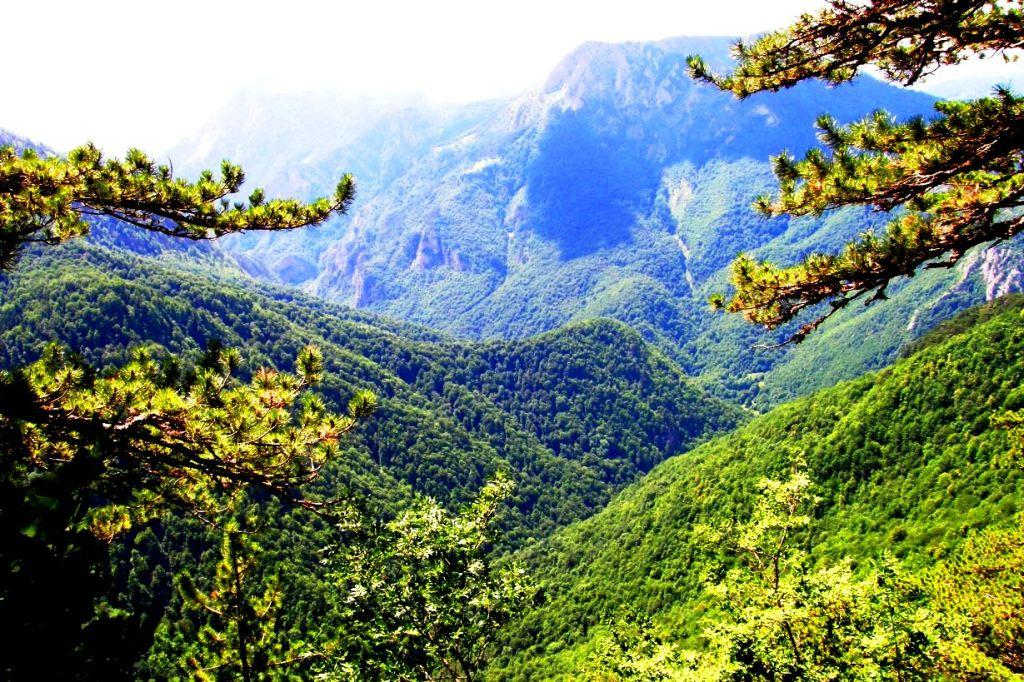

Arbori din Parcul Național Sutjeska
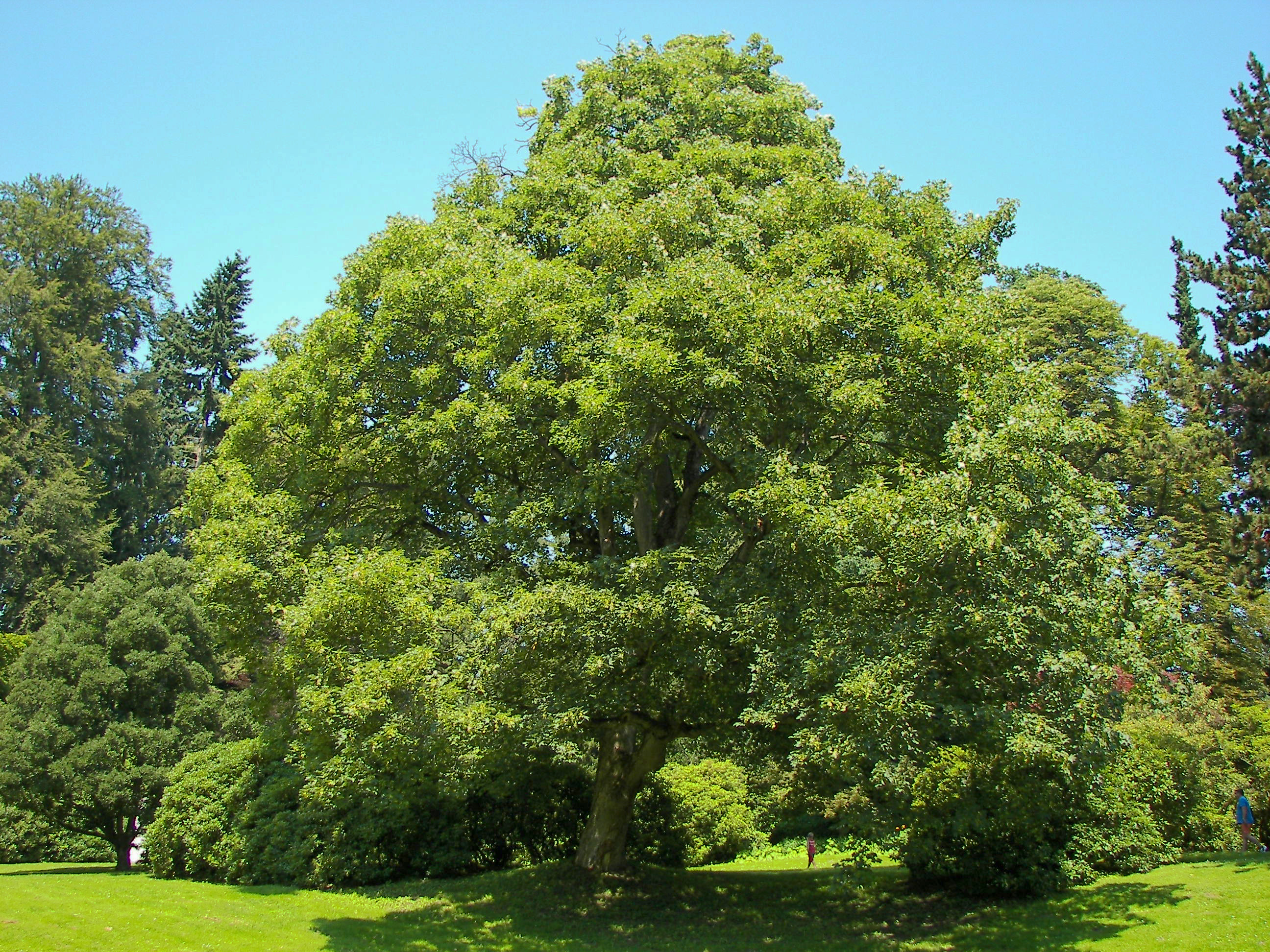
Paltin de munte (Acer pseudoplatanus)
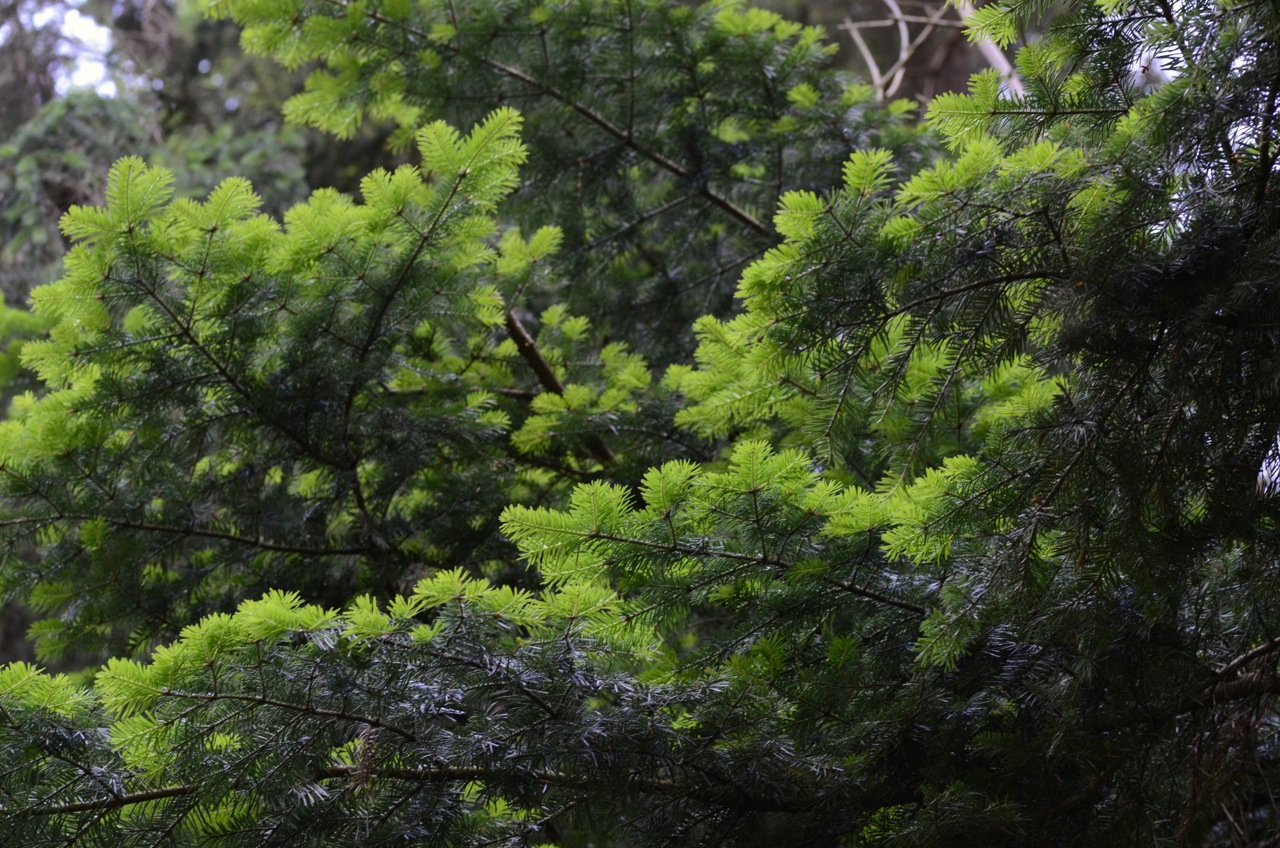
Brad argintiu (Abies alba)
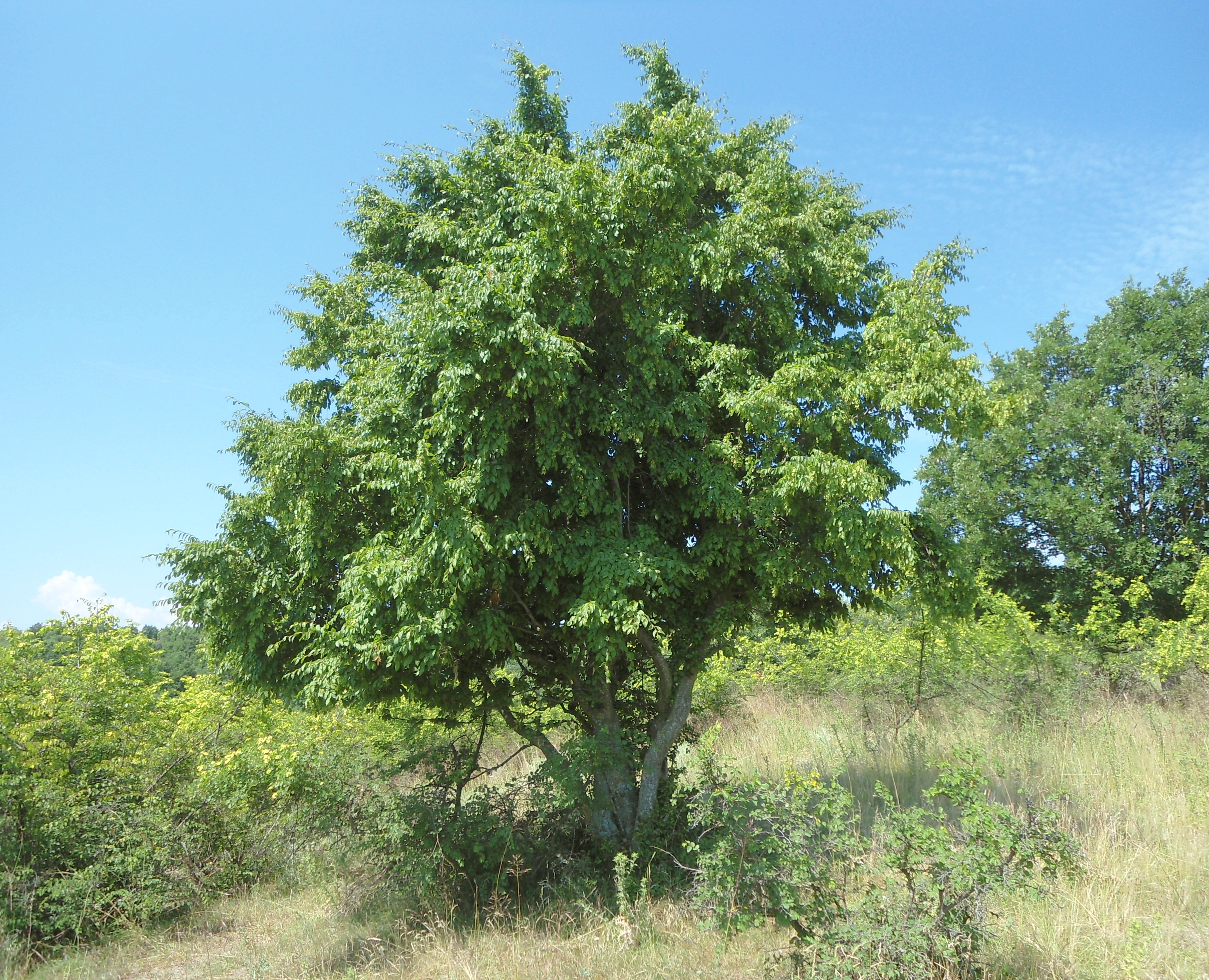
Carpen oriental (Carpinus orientalis)
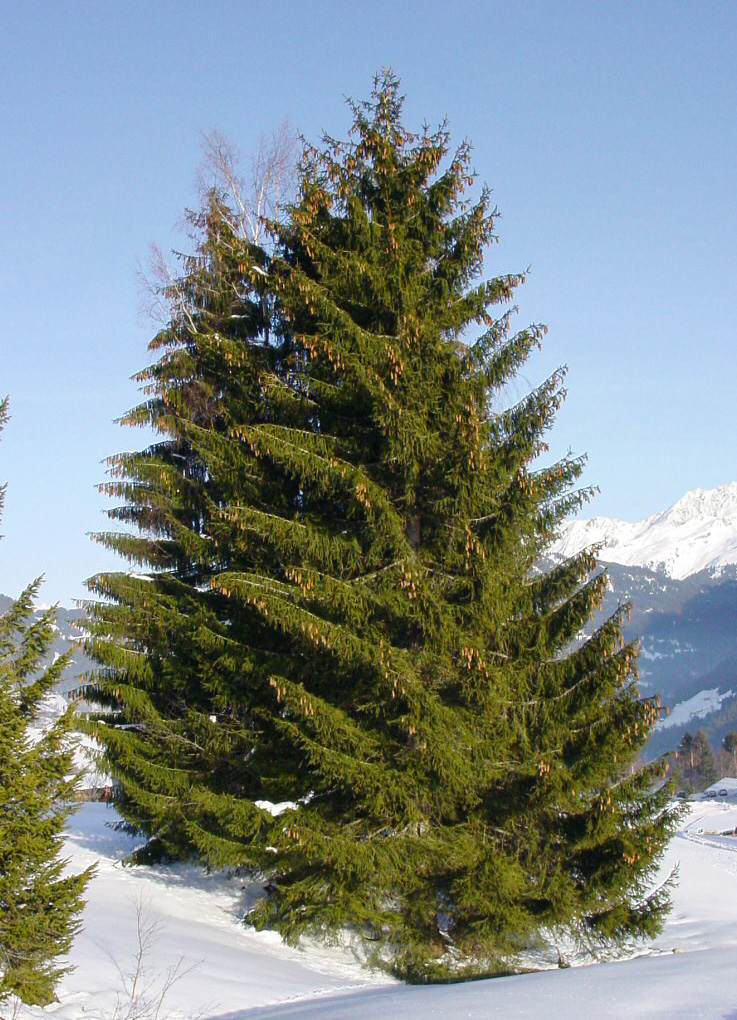
Molid (Picea abies)
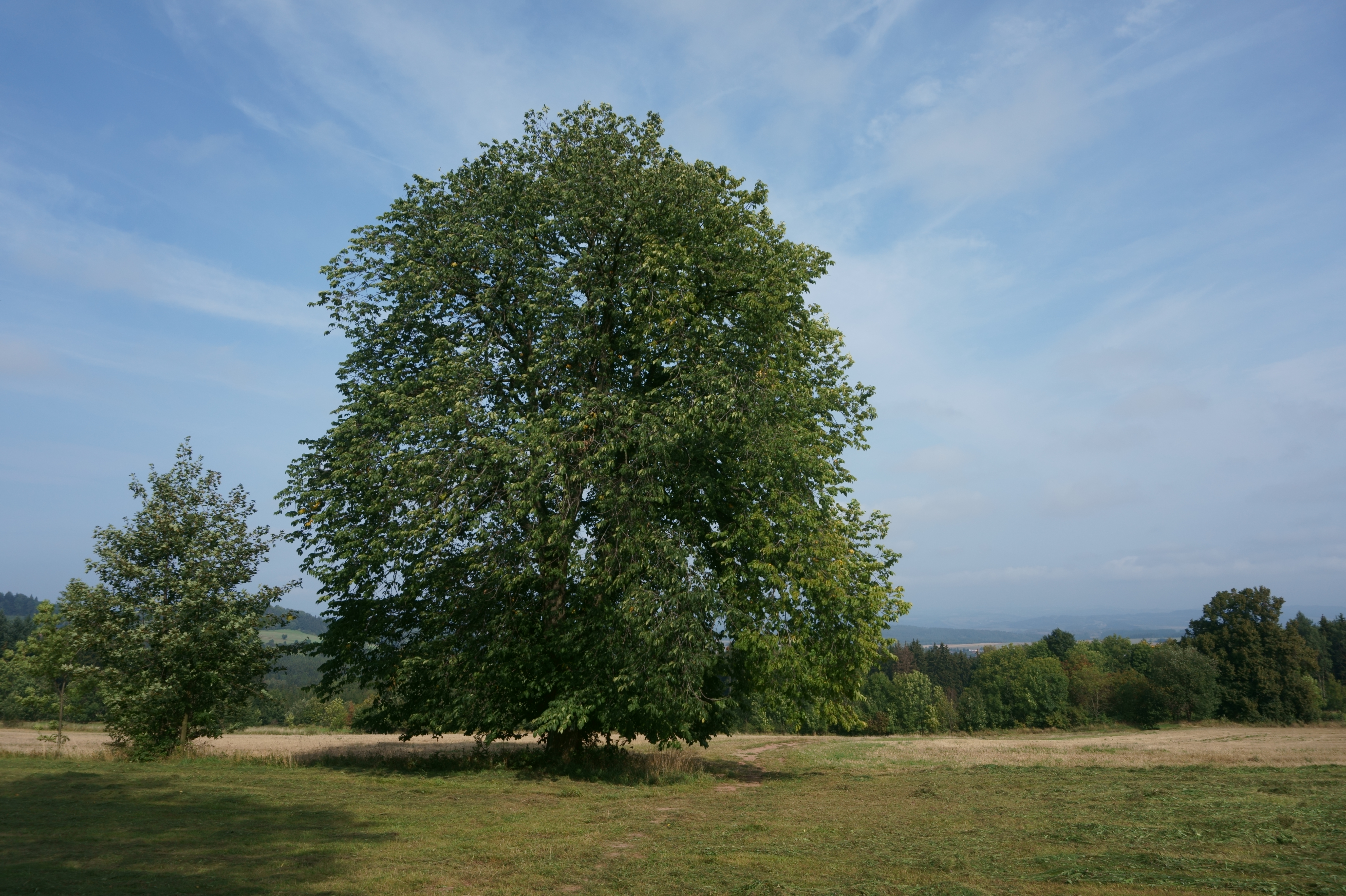
Ulm (Ulmus glabra)
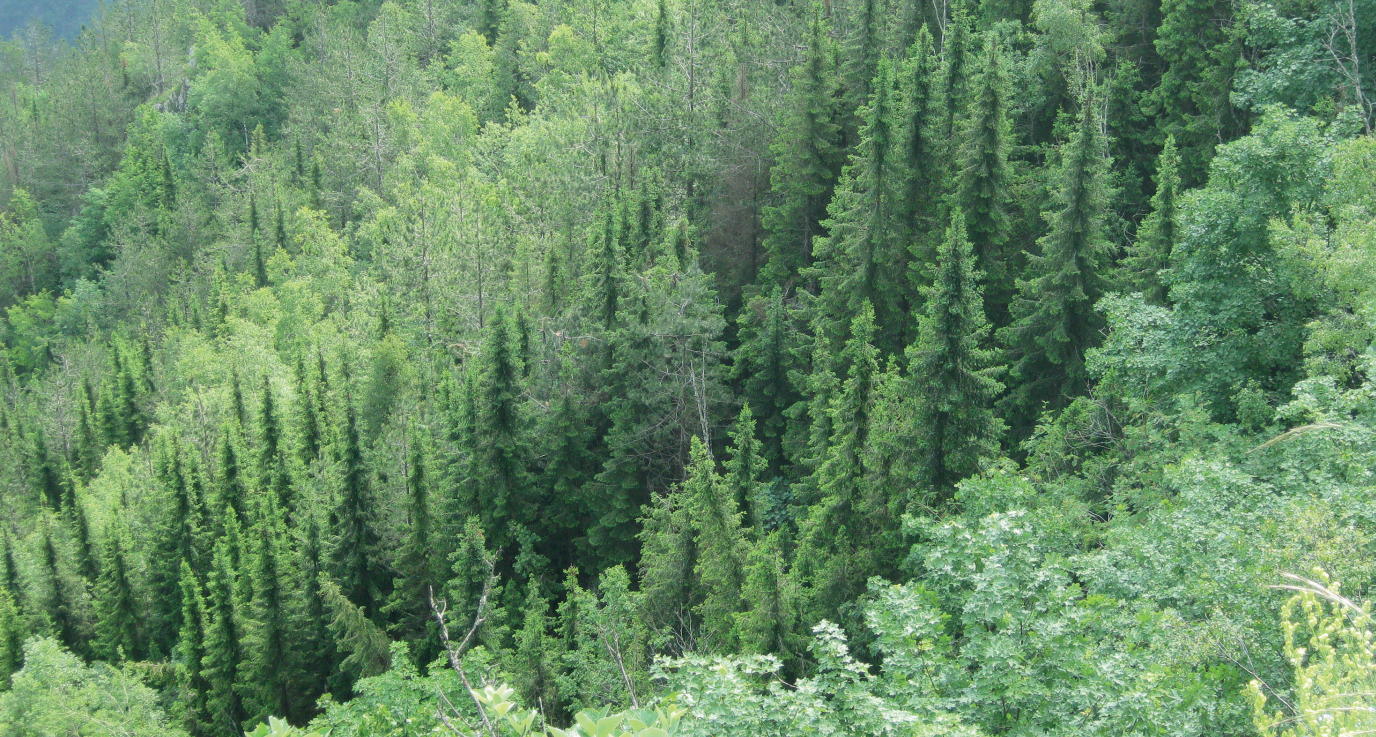
Molid sârbesc
(Picea omorika)

Unele plante au habitate doar pe stâncile montane, printre acestea se numără clopoțelul din Sutjeska (Edraianthus sutjeskae), o specie de Daphne (Daphne malyana), cardamina de Maglić (Cardamine maglicensis) și hieracium de Maglić (Hieracium naegelianum).

Floră din Parcul Național Sutjeska
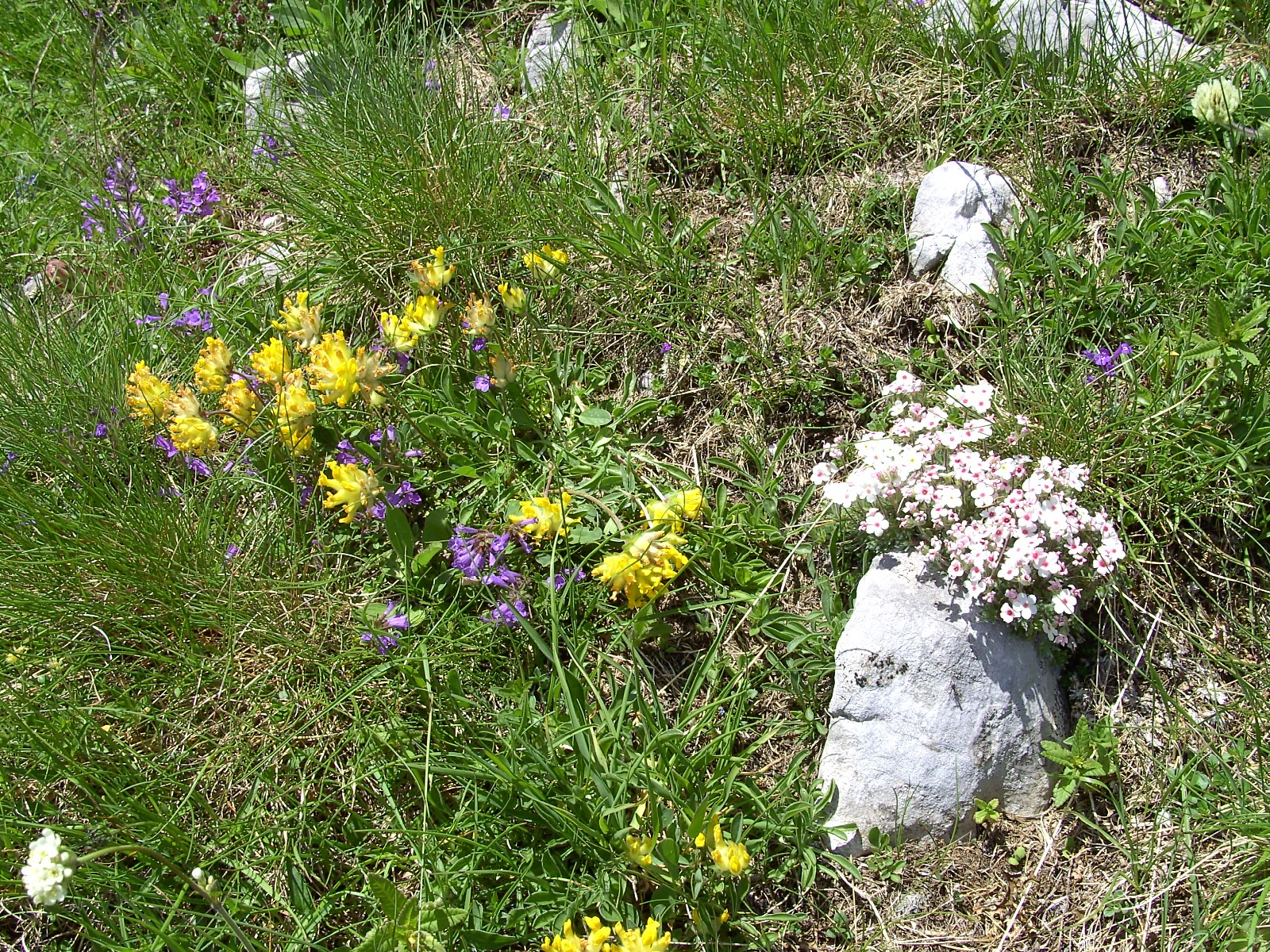
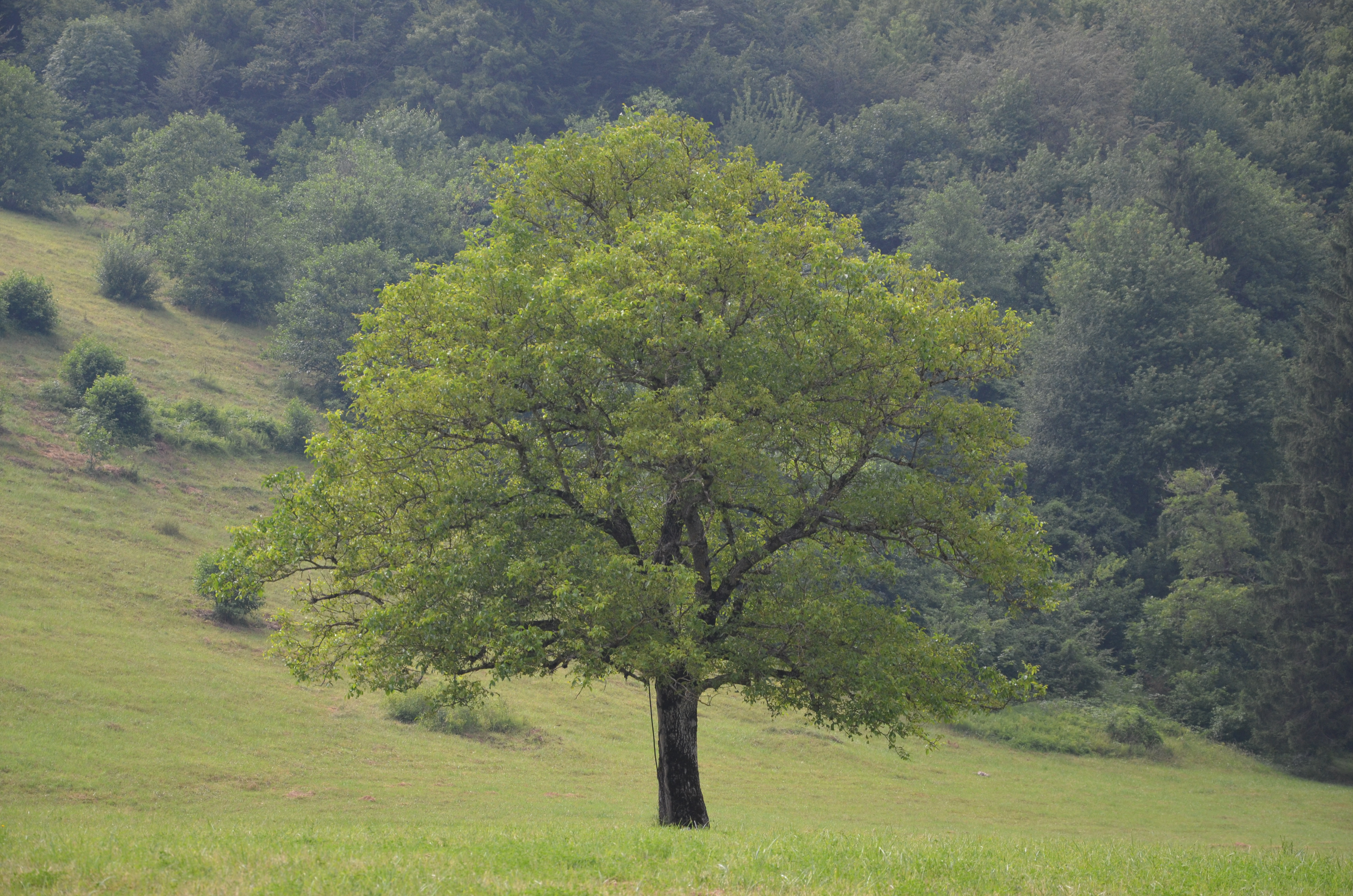
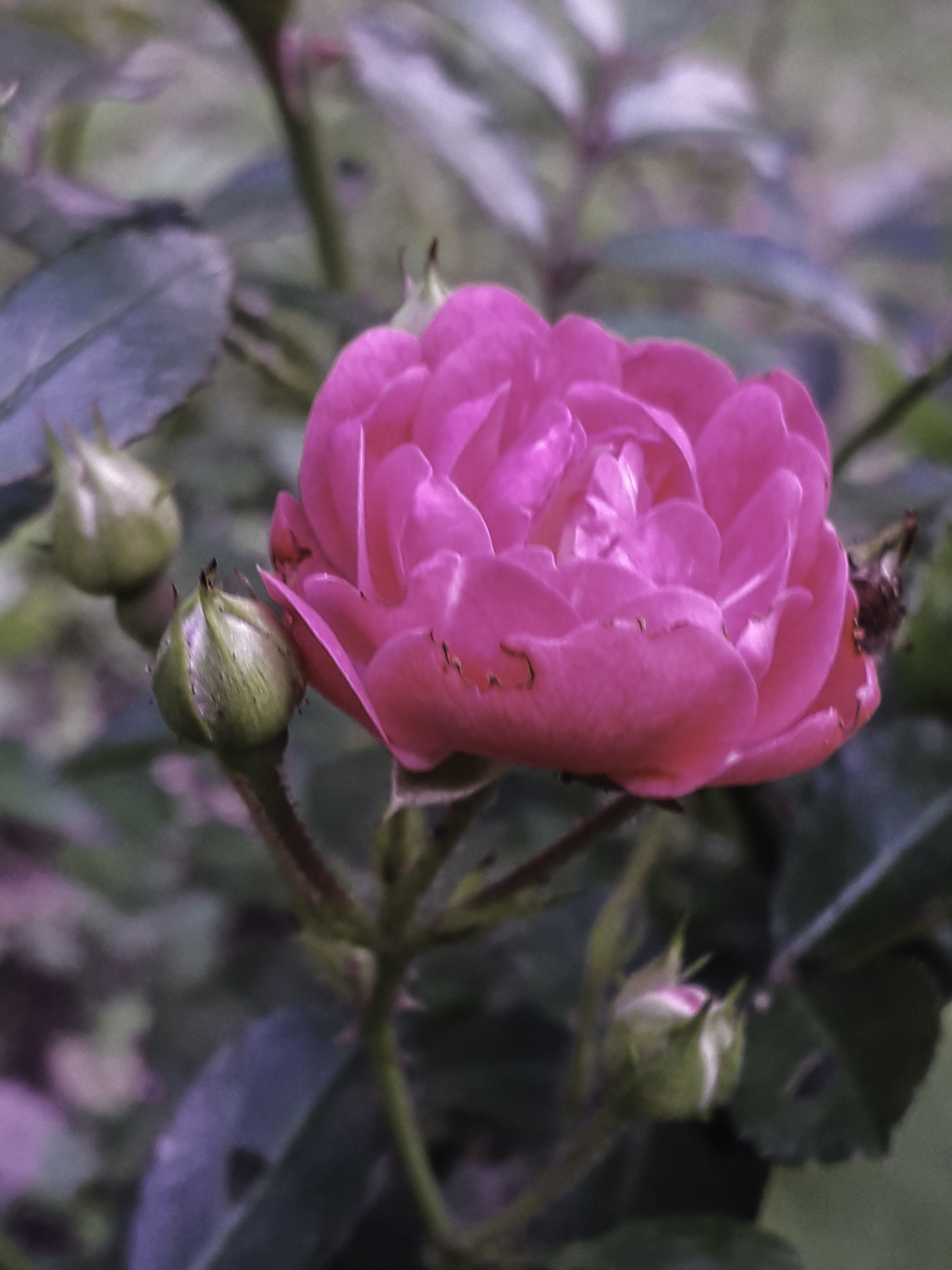
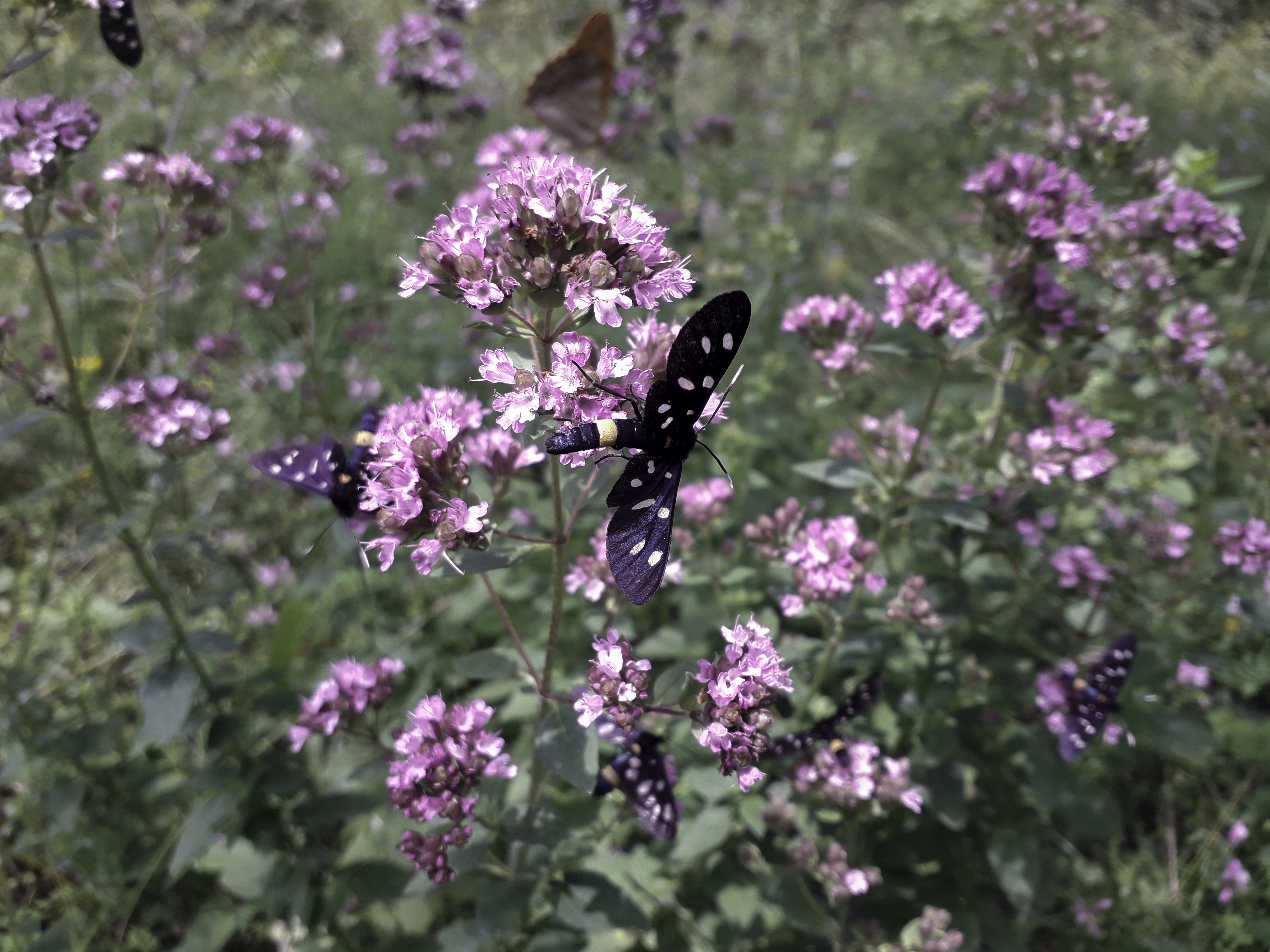
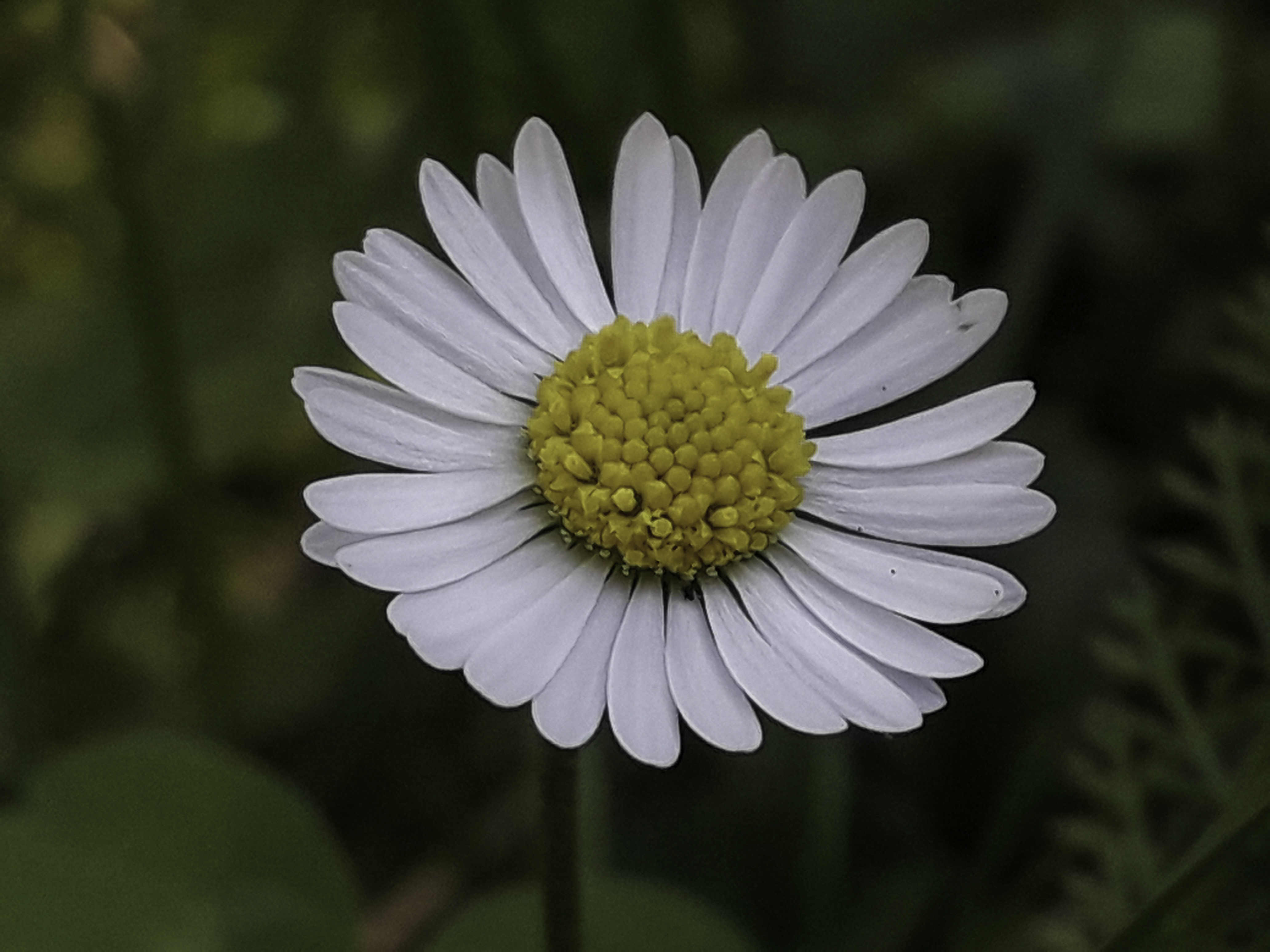
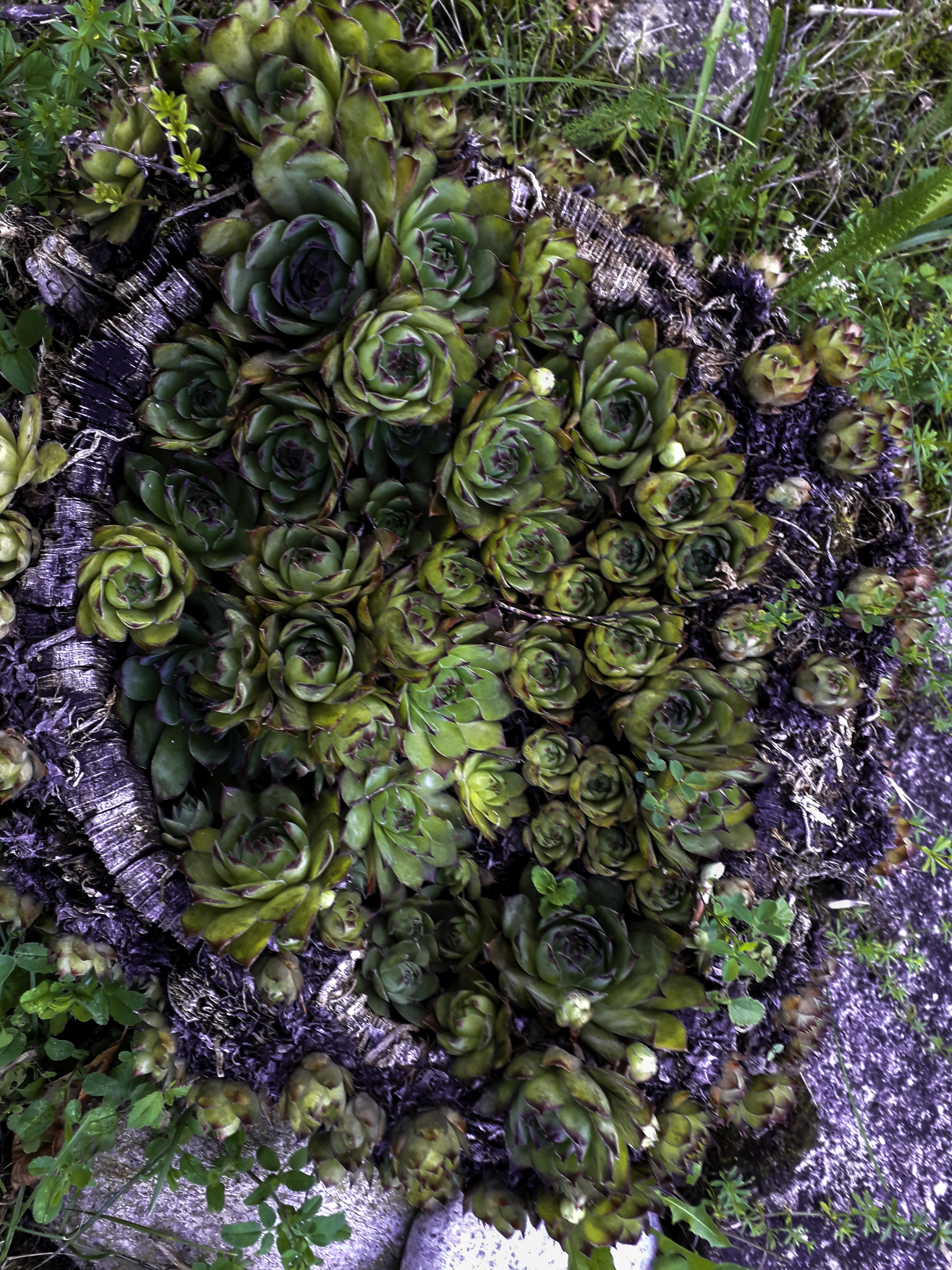
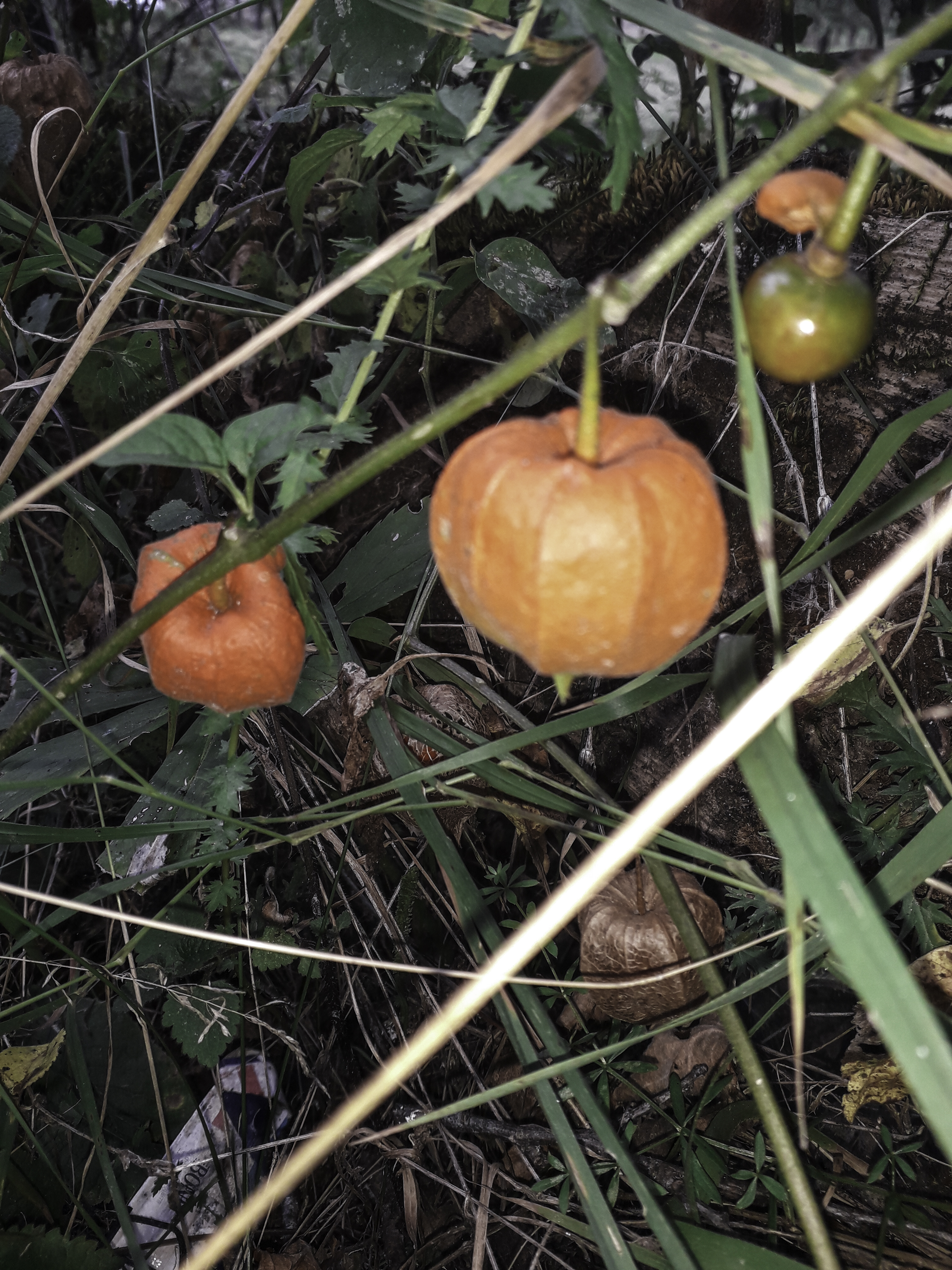
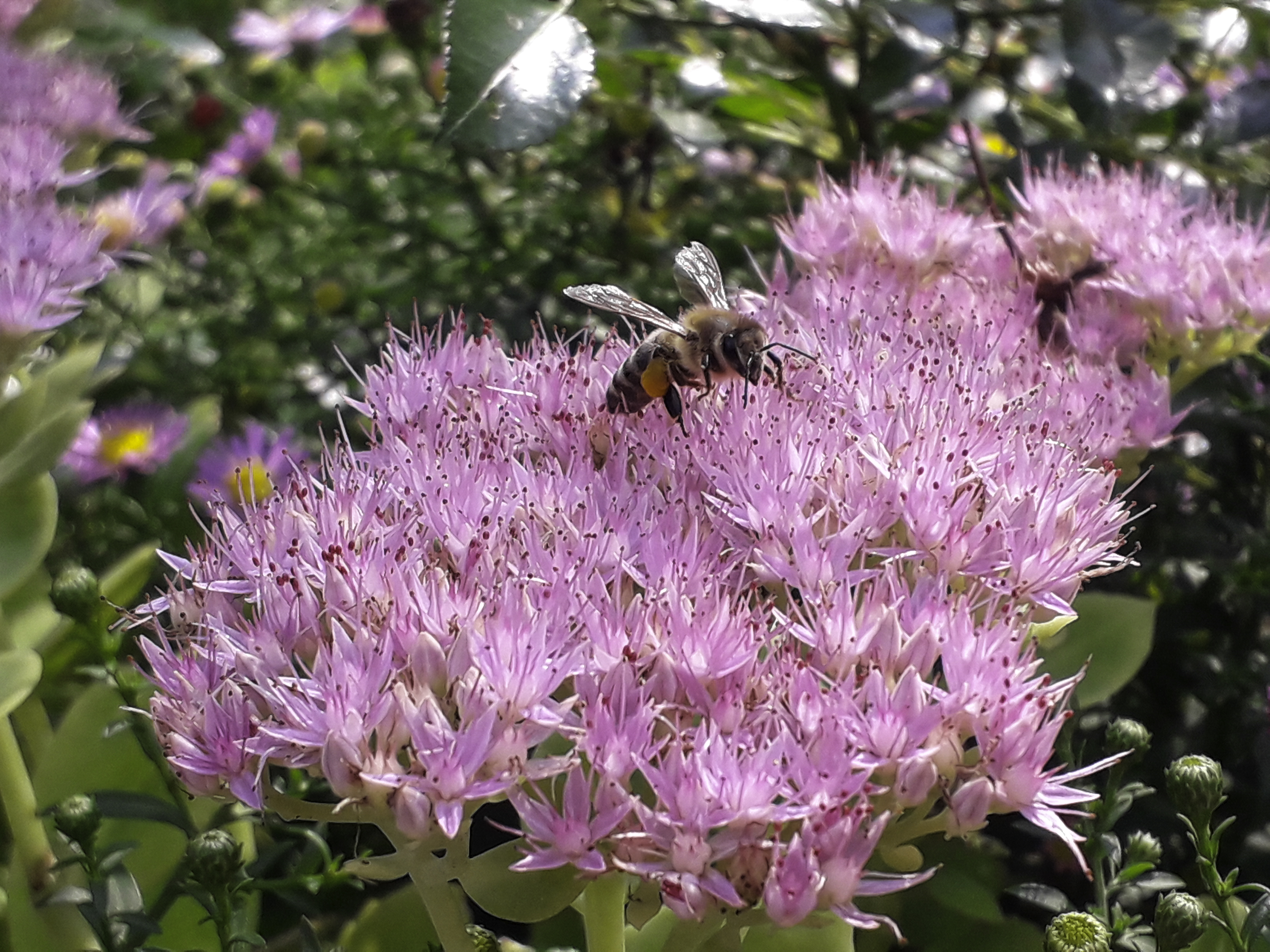
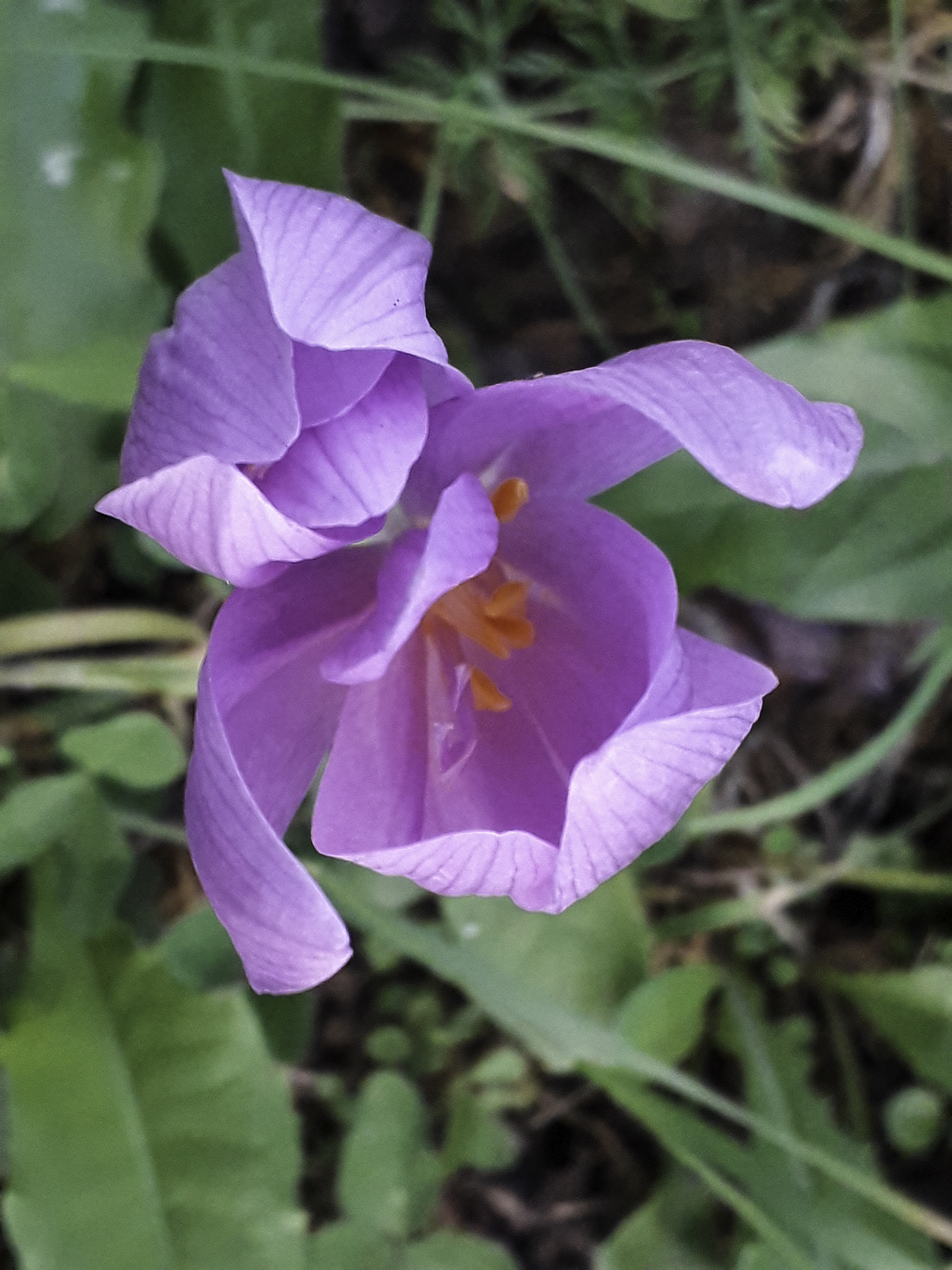
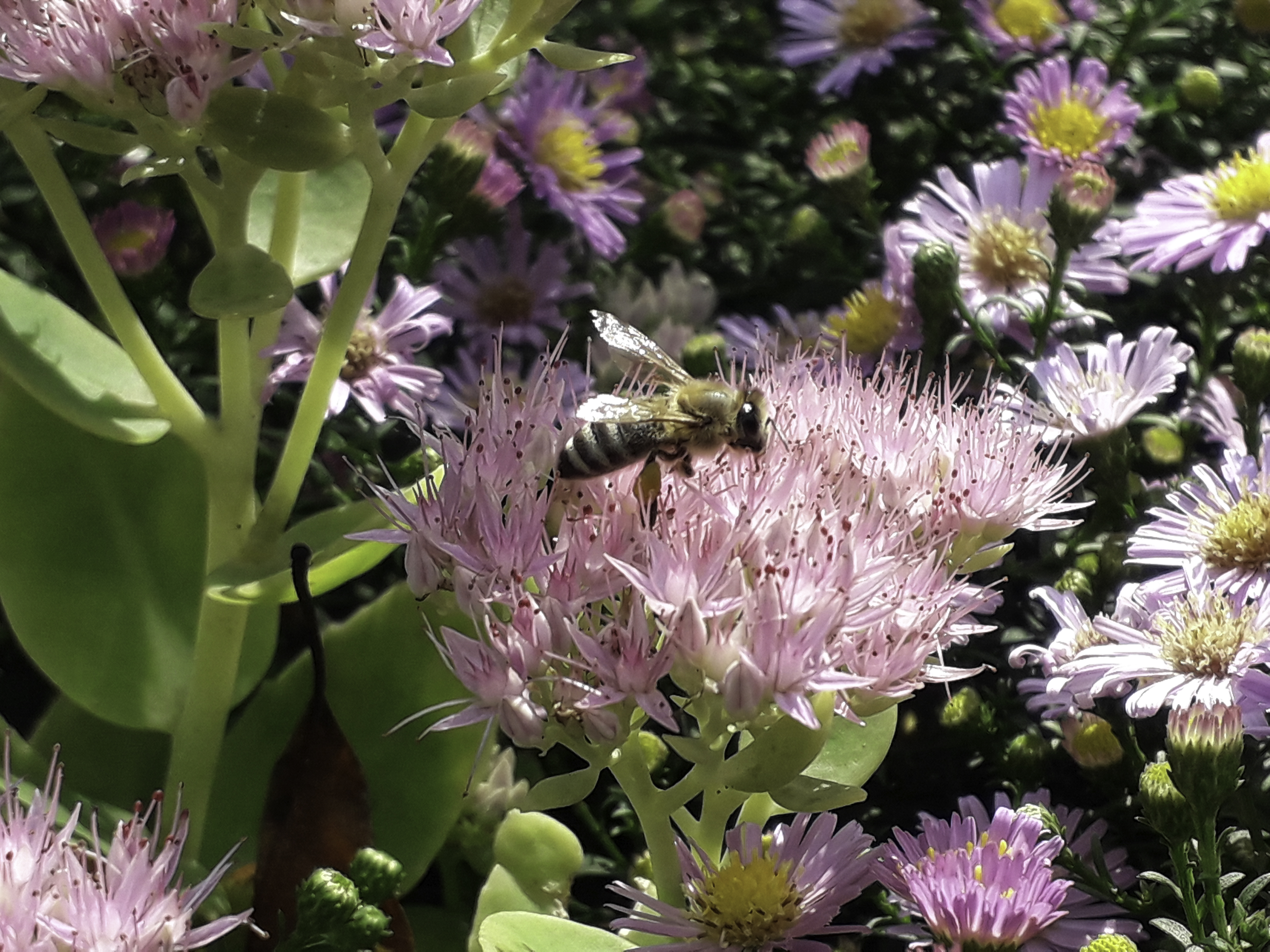
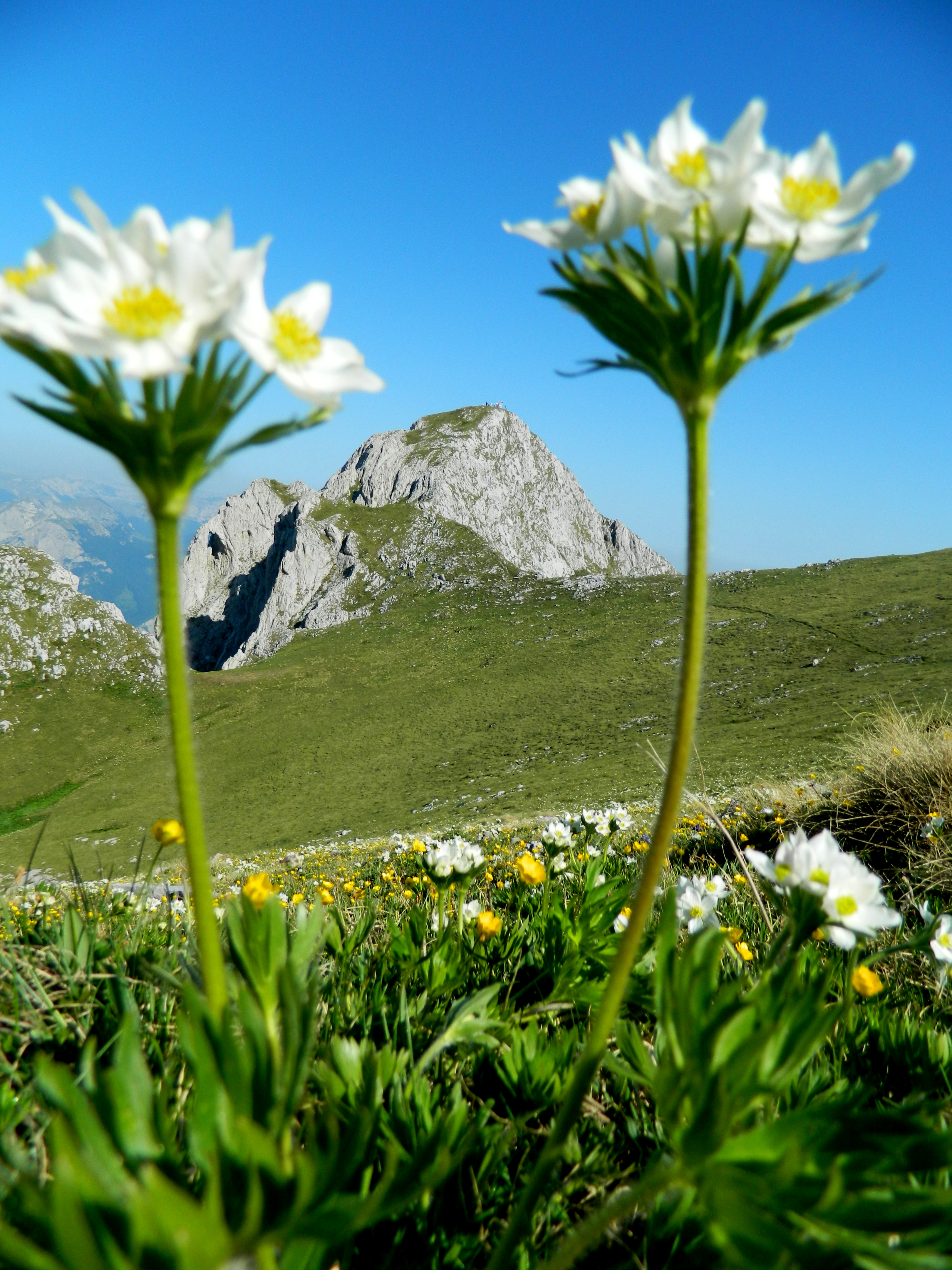
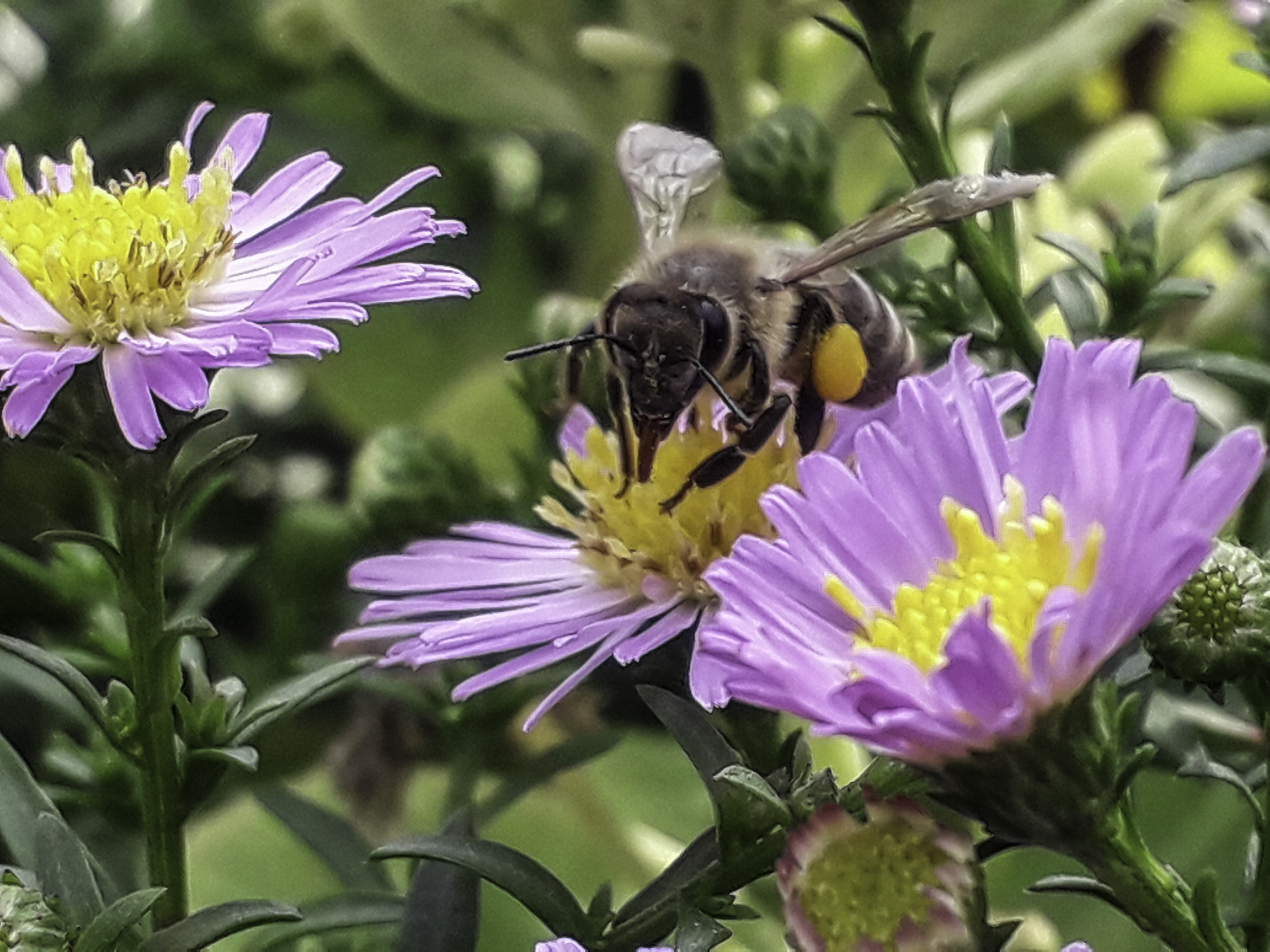

### Faună
Viața animală este foarte bogată și diversă, cu un număr mare de nevertebrate, în special fluturi (Lepidoptera), dar și amfibieni, reptile și pești, 36 de specii și 18 familii de mamifere și multe specii de păsări. Mamiferele importante sunt ursul brun (Ursus arctos), capra neagră (Rupicapra rupicapra), căprioara (Caprelous caprelous), mistrețul (Sus scrofa), lupul (Canis lupus), vulpea (Vulpes vulpes), bursucul (Meles meles). Bogăția în lemn mort, în picioare și pe sol, are drept consecință o diversitate mare de ciuperci și nevertebrate saproxilice. Există și specii sălbatice rare și pe cale de dispariție: pisica sălbatică (Felix sylvestris), râsul (Lynx lynx), orbetele (Spalax).
Peste 114 specii de păsări, atât autohtone, cât și migratoare, au fost înregistrate în Parc, precum cocoșul de munte (Tetrao urogallus), ierunca (Tetrastes bonaria), potârnichea de stâncă (Alectoris graeca). Lista familiilor de păsări include nouă specii de ciocănitoare (Picidae), reprezentând 90% din familia Picidae din Europa. 

Faună din Parcul Național Sutjeska
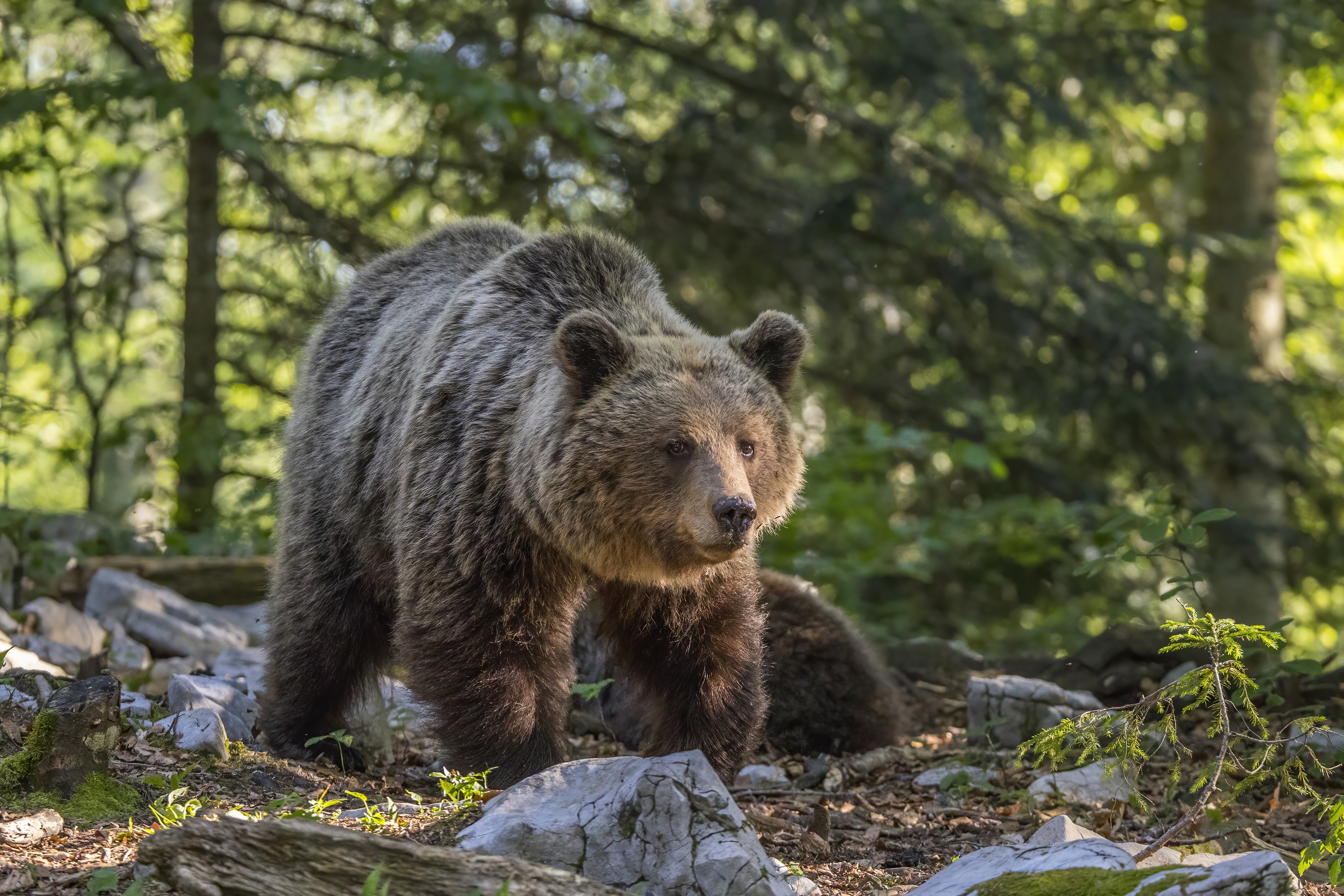
Urs brun (Ursus arctos)
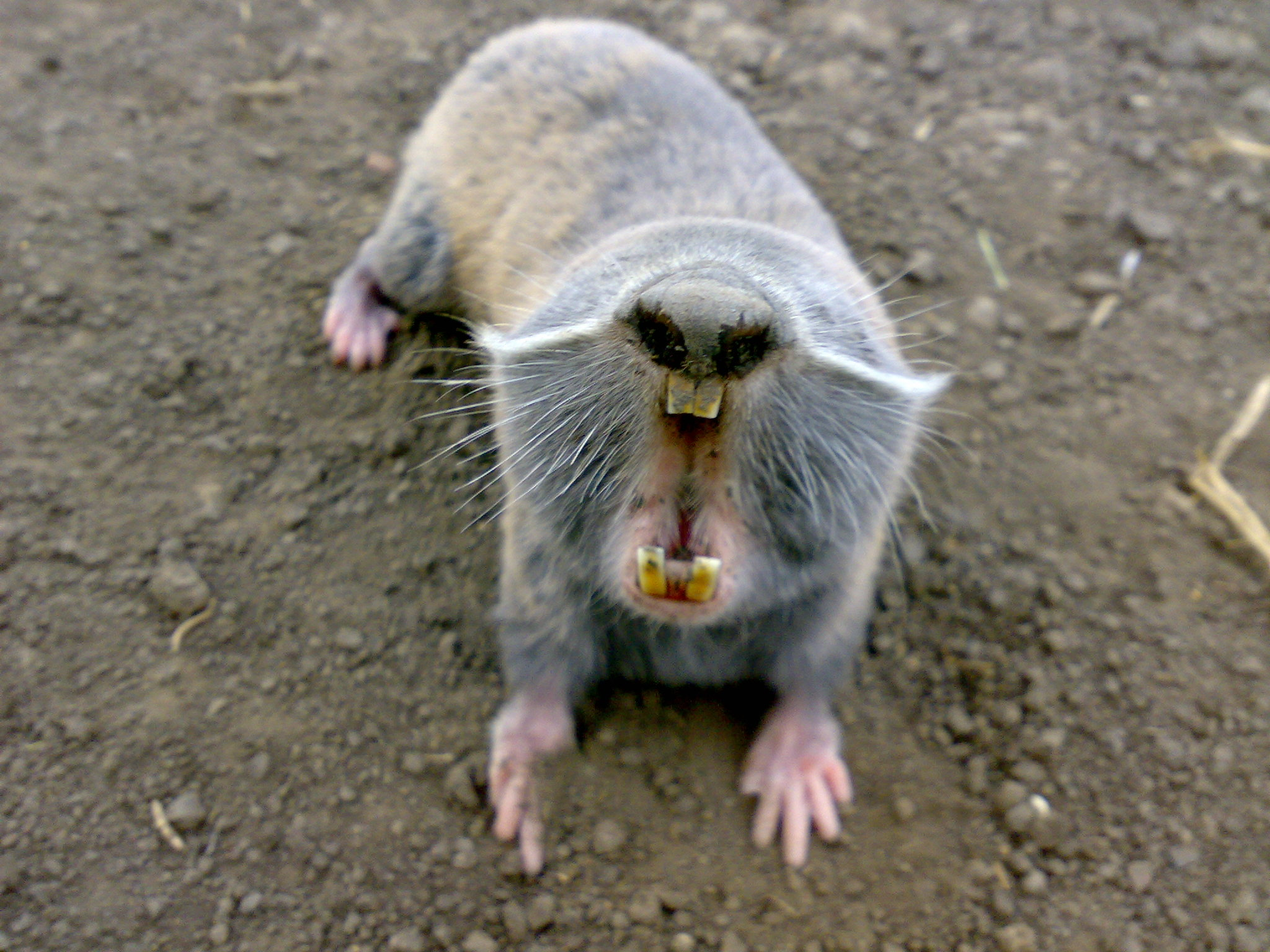
Orbete (Spalax microphthalmus)
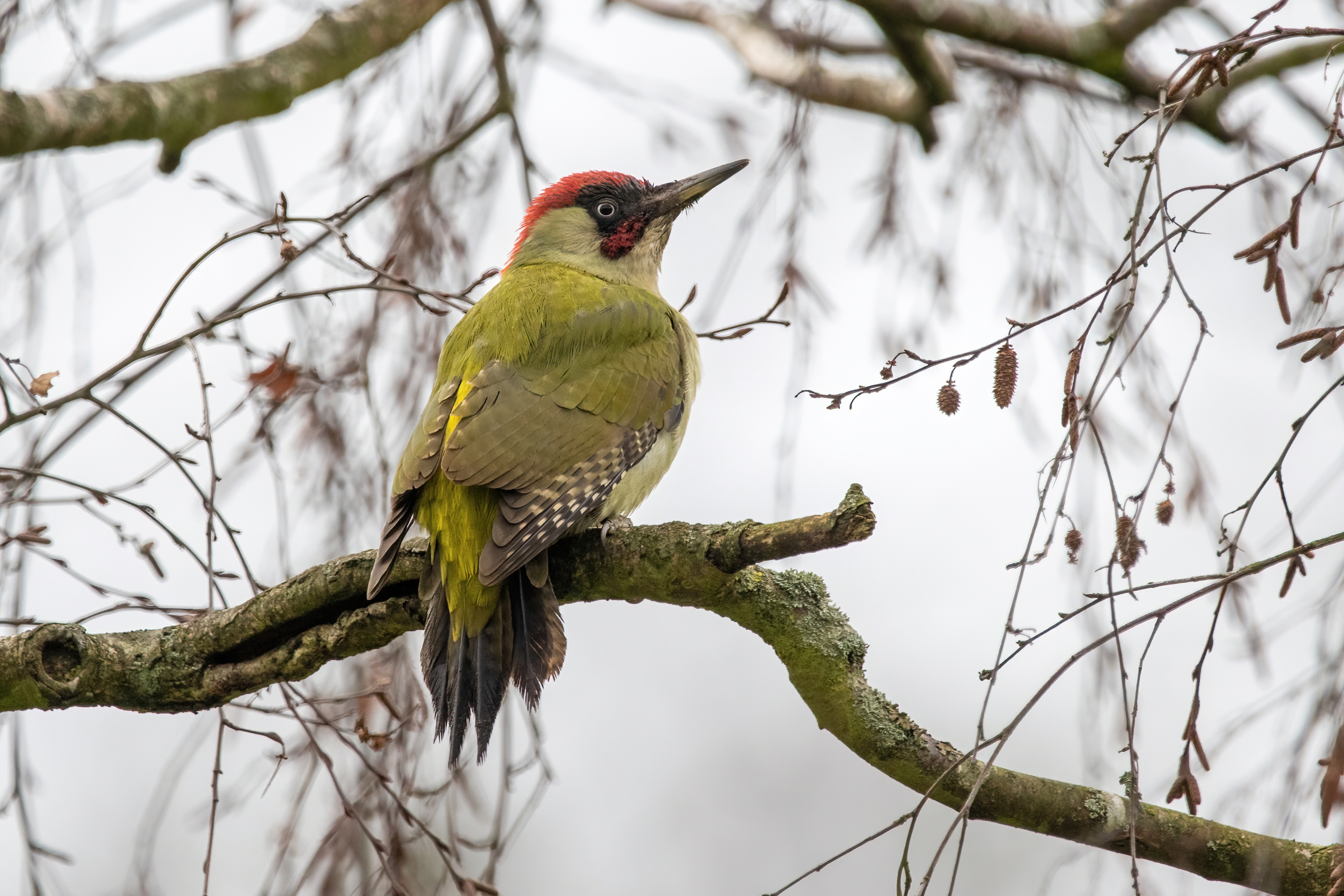
Ciocănitoare verde (Picus viridis)
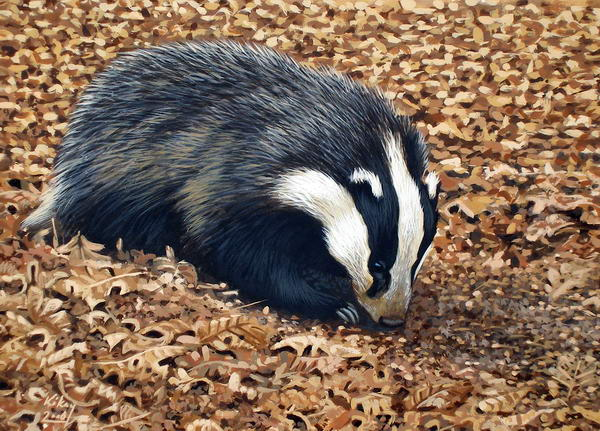
Bursuc (Meles meles)
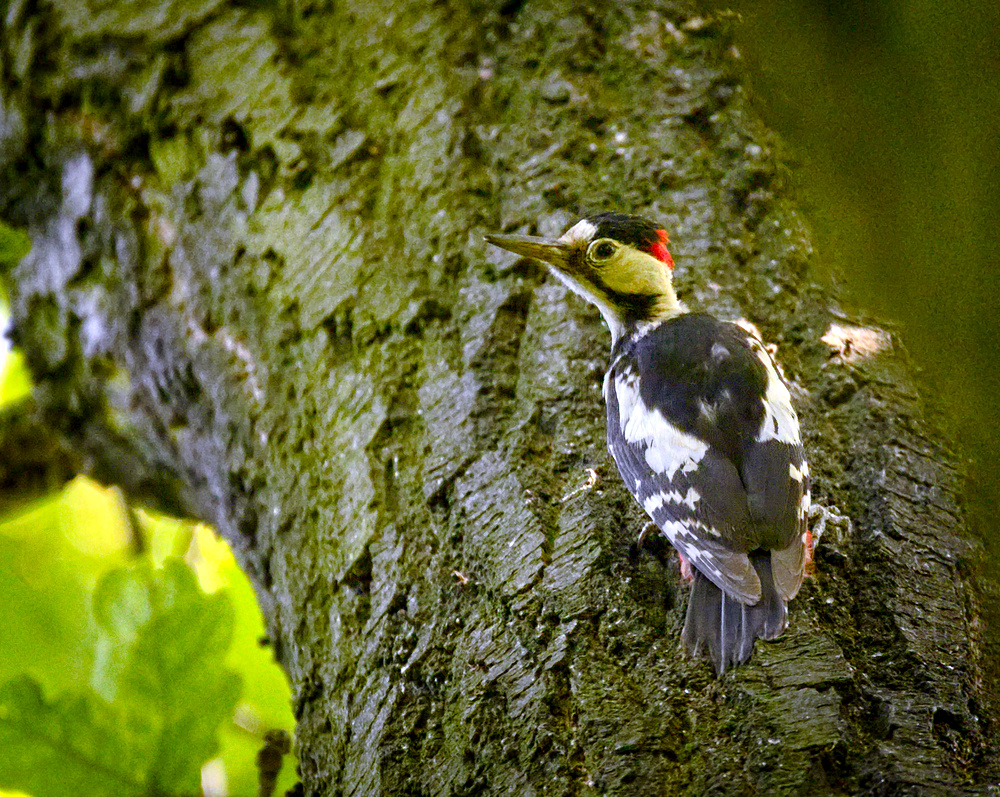
Ciocănitoare pestriță mare
(Dendrocopos major)

## Turism
Muntele Maglić, ca parte a Parcului Național Sutjeska, este o destinație cunoscută pentru amatorii de drumeție, de plimbări călare, cu bicicleta, sau cu caiacul, de rafting sau pentru petrecerea timpului liber - pescuit, „foto safari”. Întrucât pădurea virgină Perućica se află sub cel mai înalt nivel de protecție, accesul este strict interzis, cu excepția cazurilor în care vizita este anunțată, aprobată și monitorizată de personalul autorizat al Parcului Național Sutjeska.

### Trasee turistice
- Prijevor-Maglić-Lacul Trnovačko - lungime: 12,6 km, diferență de nivel: 727 m, durată: 6:27 h. Traseul pornește din Prijevor (1.659 m), străbate Parcul Național Sutjeska și constituie o ascensiune dificilă, asigurată cu corzi metalice pe cele mai solicitante părți ale traseului. Coborârea se face către lacul Trnovačko (1.517 m). O alternativă este pornirea de pe platoul Vučevo (1.862 m)[12].
- Via Dinarica White Trail - lungime: 324,4 km, diferență de nivel: 801 m, durată: 113:01 h. Traseul acoperă distanța dintre lacul Trnovačko (1.517 m) și lacul Buško (716 m), de la granița cu Muntenegru până la granița cu Croația, străbătând lanțuri montane și parcuri naționale din Bosnia și Herțegovina: Perućica, Sutjeska, Zelengora, Treskavica, Visočica, Bjelašnica, Rakitnica, Prenj, Čvrsnica, Blidinje, Vran și Svinjar
- Suha-Prijevor-Maglić-Dernečiste (Via Dinarica section hike #4) - lungime: 20,2 km, diferență de nivel: 1.687 m, durată: 7:51 h. Traseul pornește de la tabăra Suha (699 m) spre refugiul montan Prijevor (1.692 m) și apoi până la vârful Maglić (2.386 m). La coborâre, traseul se îndreaptă spre Dernečiste (1.644 m) și se termină la izvorul Prijevor (1.658 m).
- dinspre Muntenegru, singurul traseu spre vârf aflat integral pe teritoriul muntenegrean străbate versantul sud-estic, pornind din satul Mratinje situat pe malul vestic al lacului artificial Piva. Ruta se intersectează cu cea spre lacul Trnovačko (1.517 m) de pe platou.

### Cabane și refugii montane
- Vila Volujak și Vila Maglić (altitudine 584 m, capacitate 30 locuri). Vilele construite la baza Monumentului Bătăliei de la Sutjeska din Parcul Național Sutjeska, în vecinătatea autostrăzii Sarajevo – Trebinje, includ un total de 30 de paturi împărțite în 5 apartamente cu câte 6 paturi fiecare. Fiecare apartament este un duplex. În apropierea vilelor se află un restaurant.
- Hotelul Mladost (altitudine 1.665 m). Este un hotel de două stele cu 63 de camere, situat în apropierea autostrăzii M20. Dispune de camere single, duble și triple, precum și apartamente. Restaurantul hotelului Mladost este format dintr-o sală de 140 de locuri și o terasă de vară de 150 de locuri.
- Pavilion A (altitudine 1.665 m). Este situat lângă hotelul Mladost, în apropierea autostrăzii M20. Camerele din Pavilionul A sunt camere single, camere duble, iar o cameră este pentru 5 persoane. Turiștii sunt deserviți de restaurantul hotelului Mladost.
- Refugiul montan Donje Bare (altitudine 1.488 m, capacitate 7 locuri). Situat lângă lacul Donje Bare, la 20 de kilometri de Tjentište, refugiul are două dormitoare, un living, o bucătărie și o baie. În spatele cabanei se află un izvor. Cabana nu este conectată la rețeaua de energie electrică.
- Refugiul montan Orlovačko jezero (altitudine 1.492 m, capacitate 4 locuri). Situată în apropierea lacului Orlovačko, la 50 de kilometri de Tjentište, cabana are două dormitoare cu 2 locuri fiecare, un living, o bucătărie și o baie. Cabana nu este conectată la rețeaua de energie electrică.

- Refugiul montan Katuni din Prijevor (în sârbă Катуни на Пријевору, transliterat: Katuni na Priјevoru, altitudine 1.692 m, capacitate 15 locuri). Situat la 20 de kilometri de Tjentište, refugiul montan este format din 3 cabane simple, fiecare cu o capacitate de 5 locuri. În spatele cabanelor se află un izvor. Locația este accesibilă cu un autovehicul, dar nu este conectată la rețeaua de energie electrică.

### Atracții turistice
- Vârful Maglić Cel mai înalt vârf din Bosnia și Herțegovina (2.386 m), este unul dintre cele mai importante repere din Parcul Național Sutjeska.
- Lacul Trnovačko Este un lac glaciar situat la o altitudine de 1.517 m, la poalele munților Volujak, Maglić și Bioč, într-un „amfiteatru” natural înconjurat de vârfuri montane. Lacul constituie cea mai populară destinație atât pentru alpiniștii profesioniști, cât și pentru amatorii de recreere, datorită gradului redus de dificultate și panoramei de-a lungul întregului traseu. Chiar dacă lacul aparține teritoriului Parcului Natural Piva, cea mai accesibilă rută către lac este prin Parcul Național Sutjeska, de la punctul de plecare Prijevor (1.670 m), apoi peste Suva jezerina (1.350 m) până la „amfiteatru” (1.520 m)[13].
- Pădurea virgină Perućica Este unul dintre ultimele sanctuare ale faunei sălbatice rămase în Europa. Având o suprafață de 1.434 ha, cuprinde zona munților Maglić, Volujak și Zelengora și a fost propusă ca patrimoniu natural valoros pe lista siturilor Patrimoniului Mondial UNESCO.
- Cascada Skakavac Măsoară peste 73 de metri înălțime. Apa pârâului omonim coboară vertical peste o stâncă, creând un curent de aer foarte puternic la poalele stâncii, deci este aproape inaccesibil, mai ales primăvara, când zăpada se topește rapid. Deoarece se găsește în mijlocul pădurii virgine Perućica, o arie naturală strict protejată, cascada nu se află pe niciunul dintre traseele turistice planificate, accesul fiind permis unui număr limitat de turiști care trebuie să obțină în prealabil aprobarea administrației Parcului Național Sutjeska.

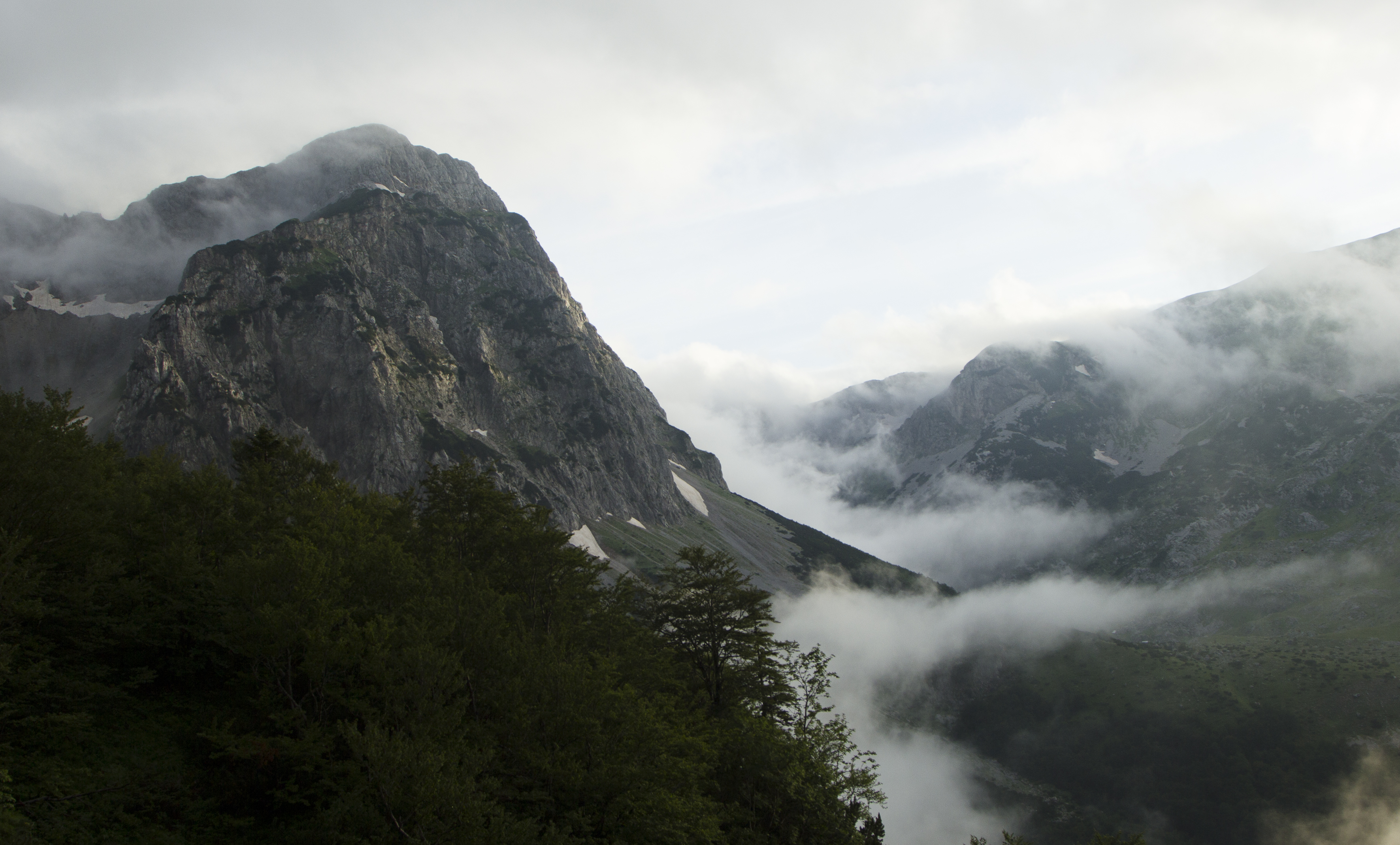
Muntele Maglić
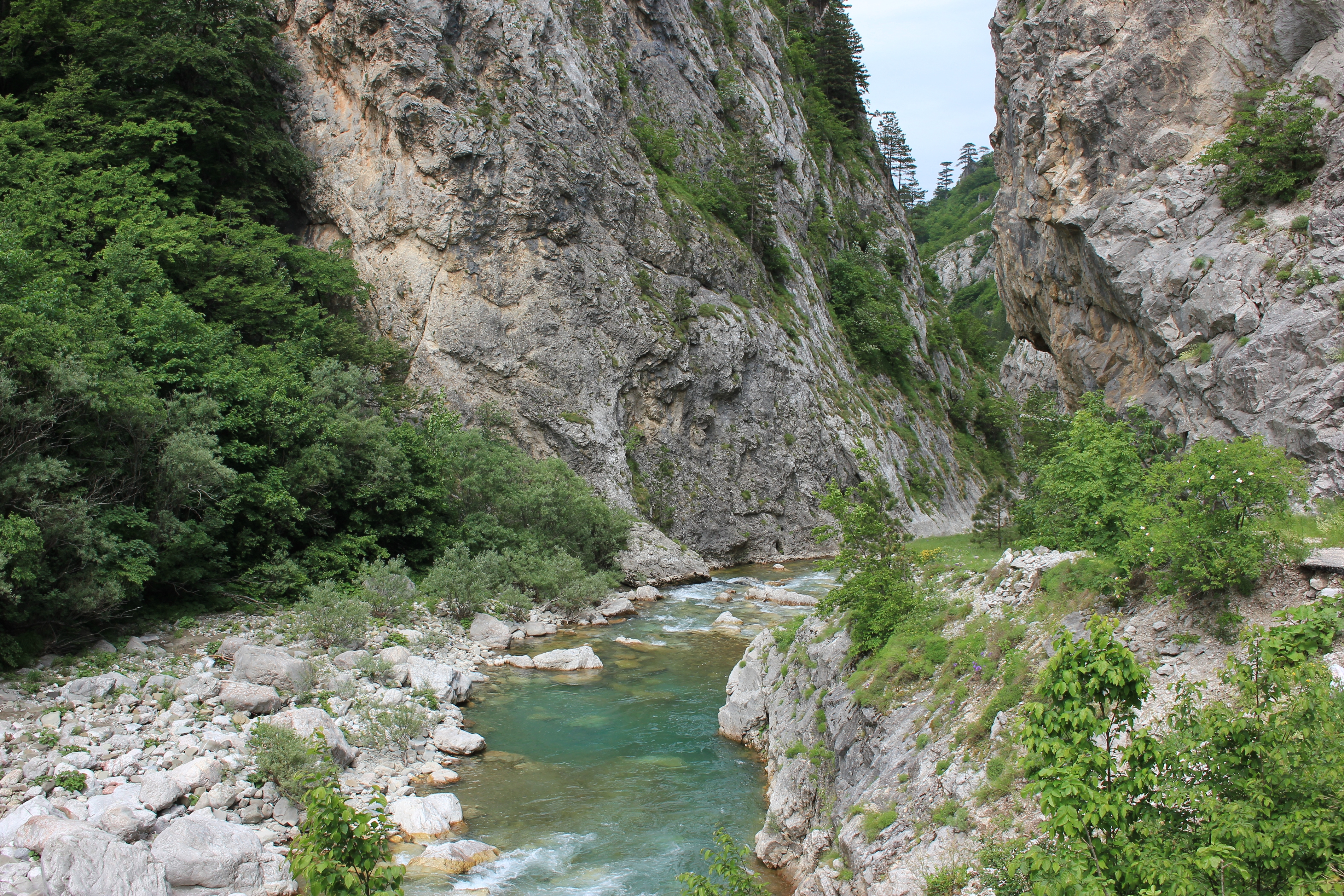
Râul Sutjeska
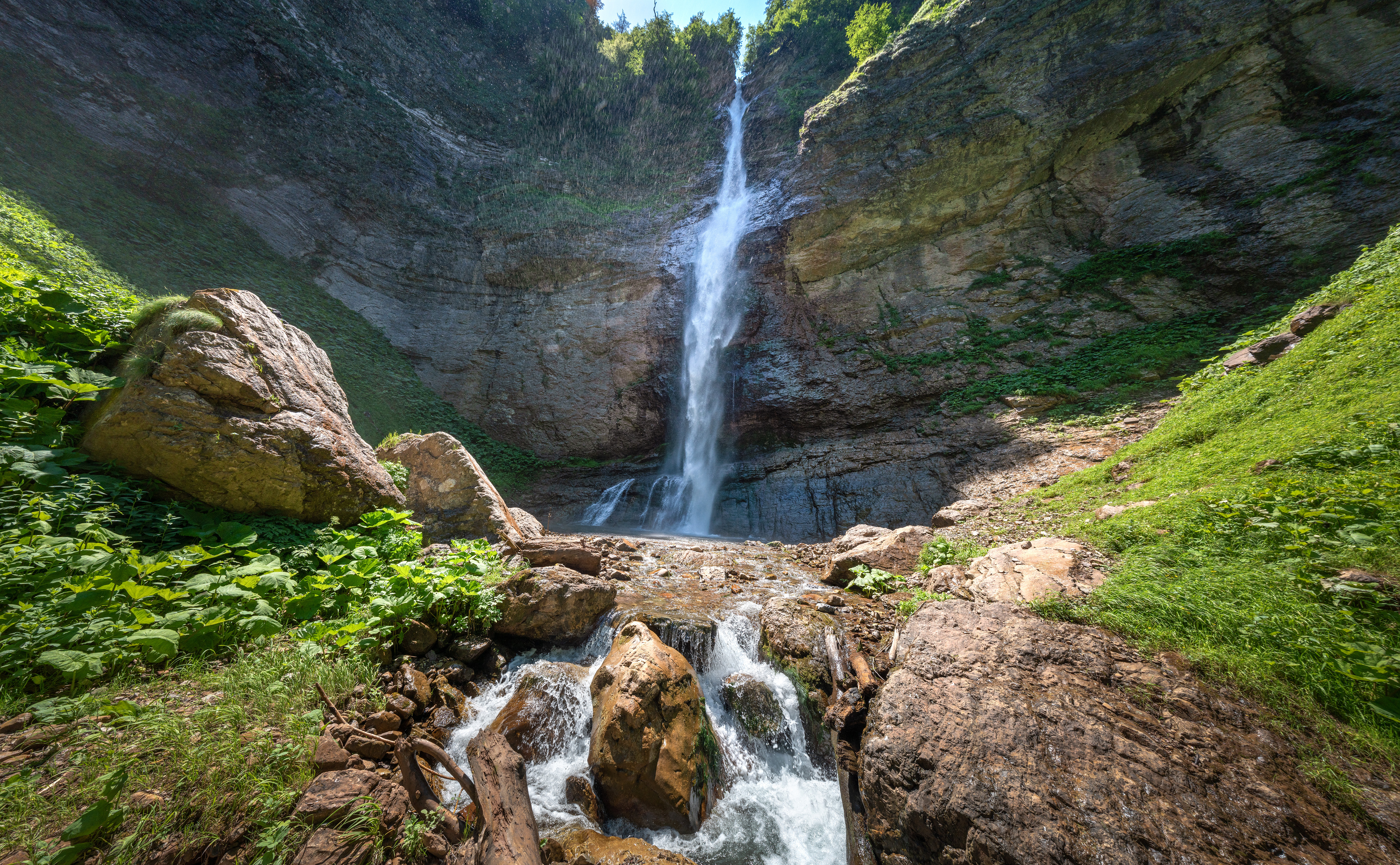
Cascada Skakavac
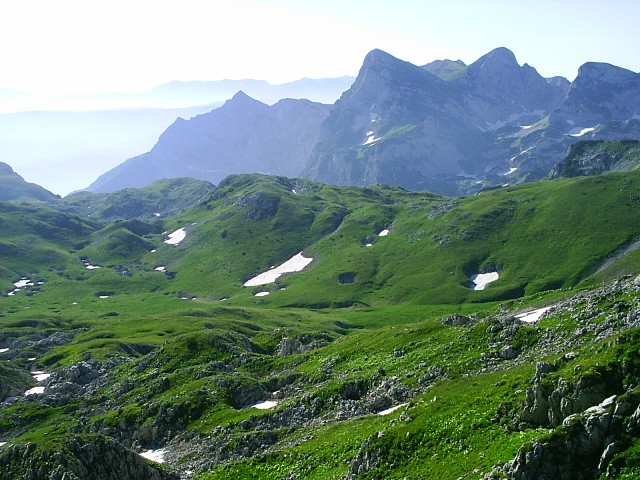
Valea glaciară Carev do (2.000 m), la sud de Maglić
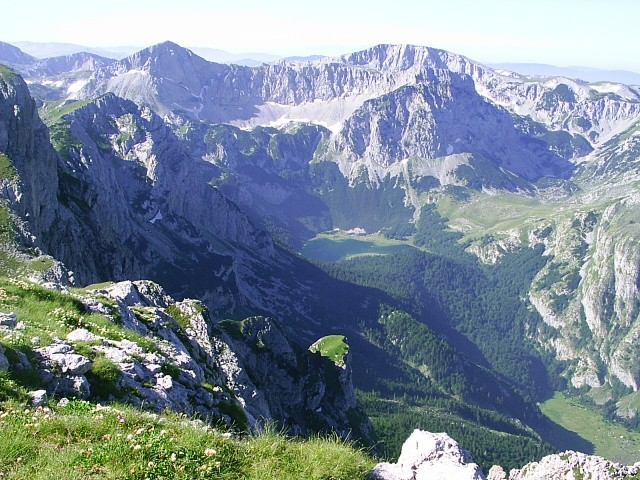
Lacul Trnovačko, înconjurat de munții Volujak, Bioč și Maglić
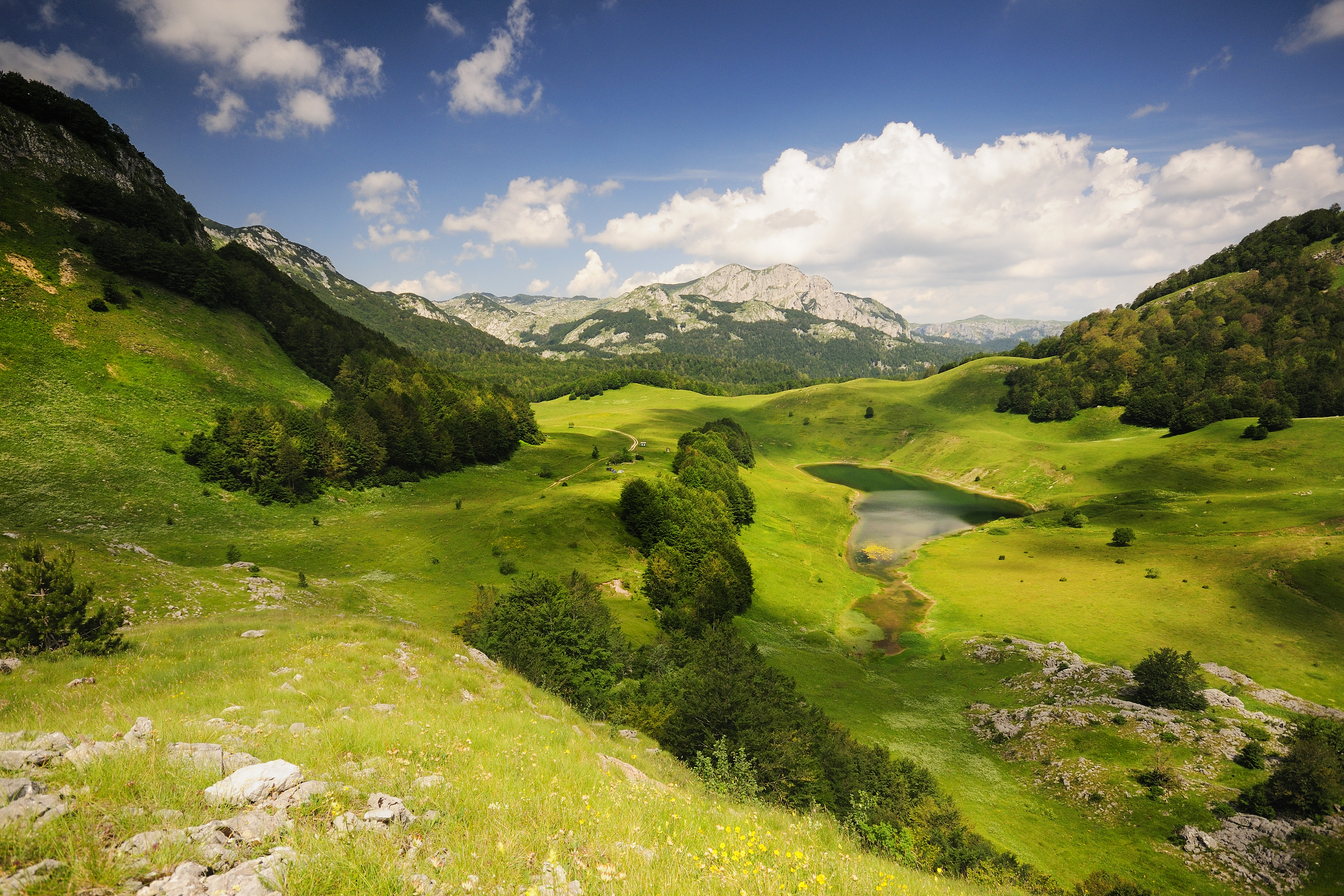
Lacul Orlovačko
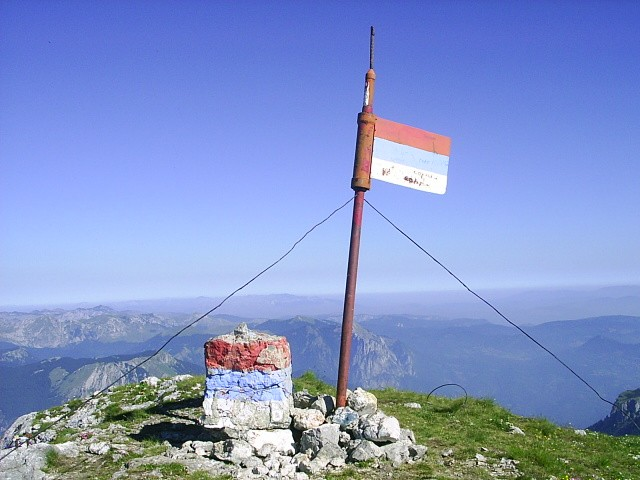
Vârful Maglić
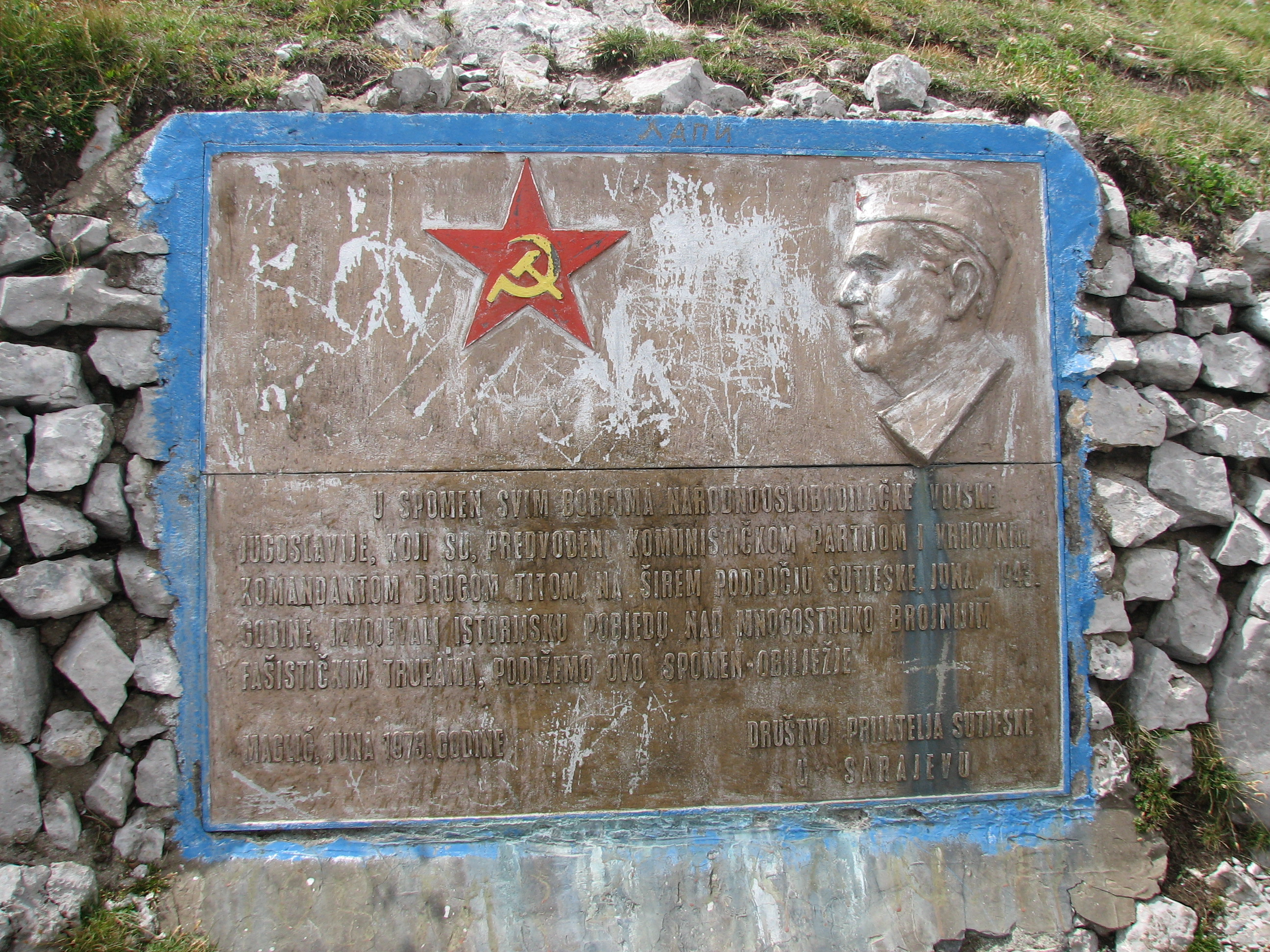
Placă pe vârful Maglić